# Frédéric Chopin
Frédéric François Chopin (en polaco Fryderyk Franciszek Chopin; Żelazowa Wola, Gran Ducado de Varsovia, 1 de marzo de 1810-París, 17 de octubre de 1849) fue un compositor, virtuoso pianista y profesor franco-polaco, considerado uno de los más importantes de la historia y uno de los mayores representantes del romanticismo musical, que escribió principalmente para piano solo. Ha mantenido un renombre mundial como uno de los principales músicos de su época, cuyo «genio poético se basaba en una técnica profesional sin igual en su generación».
Nació en Żelazowa Wola y creció en Varsovia, que en 1815 pasó a formar parte del Zarato de Polonia. Niño prodigio, completó su educación musical y compuso sus primeras obras en Varsovia antes de abandonar Polonia a los veinte años, menos de un mes antes del estallido del levantamiento de noviembre de 1830. A los veintiún años se instaló en París. A partir de entonces, sólo dio treinta conciertos en público y prefirió el ambiente más íntimo de los salones. Se mantiene vendiendo sus composiciones e impartiendo clases de piano, por las que fue muy solicitado. Entabló amistad con Franz Liszt y fue admirado por muchos de sus contemporáneos, entre ellos Robert Schumann. Tras un noviazgo fallido con Maria Wodzińska entre 1836 y 1837, mantuvo una relación a menudo problemática con la escritora francesa Aurore Dupin (conocida por su seudónimo George Sand). Una breve e infeliz visita a Mallorca con Sand entre 1838 y 1839 resultaría en uno de sus periodos más productivos de composición. En sus últimos años, recibió el apoyo económico de su admiradora Jane Stirling. Durante la mayor parte de su vida, no gozó de buena salud. Murió en París en 1849 a la edad de 39 años.
Todas sus composiciones tienen como protagonista el piano. La mayoría son para piano solo, aunque también escribió dos conciertos para piano y orquesta, Concierto para piano n.º 1 y Concierto para piano n.º 2, además de música de cámara y diecinueve canciones con letras en polaco. Sus obras para piano son técnicamente exigentes y amplían los límites del instrumento; sus propias interpretaciones destacaban por su matiz y sensibilidad. Las principales obras para piano de Chopin incluyen mazurcas, valses, nocturnos, polonesas, la balada instrumental (que Chopin creó como género instrumental), estudios, impromptus, scherzos, preludios y sonatas, algunas publicadas sólo póstumamente. En su estilo compositivo influyeron la música folclórica polaca, la tradición clásica de Mozart y Schubert y el ambiente de los salones de París, a los que acudía con frecuencia. Sus innovaciones en el estilo, la armonía y la forma musical, así como su asociación de la música con el nacionalismo, influyeron a lo largo de todo el Romanticismo tardío y posteriormente.
La música de Chopin, su estatus como una de las primeras celebridades de la música, su asociación indirecta con la insurrección política, su destacada vida amorosa y su temprana muerte le han convertido en un símbolo destacado de la era romántica. Sus obras siguen siendo populares y ha sido objeto de numerosas películas y biografías de diversa fidelidad histórica. Entre sus numerosos monumentos se encuentra el Instituto Fryderyk Chopin (pl:Narodowy Instytut Fryderyka Chopina), creado por el Parlamento de Polonia para investigar y promover su vida y obra. Alberga el Concurso Internacional de Piano Frédéric Chopin, prestigioso certamen dedicado íntegramente a su obra.

## Biografía

### Infancia

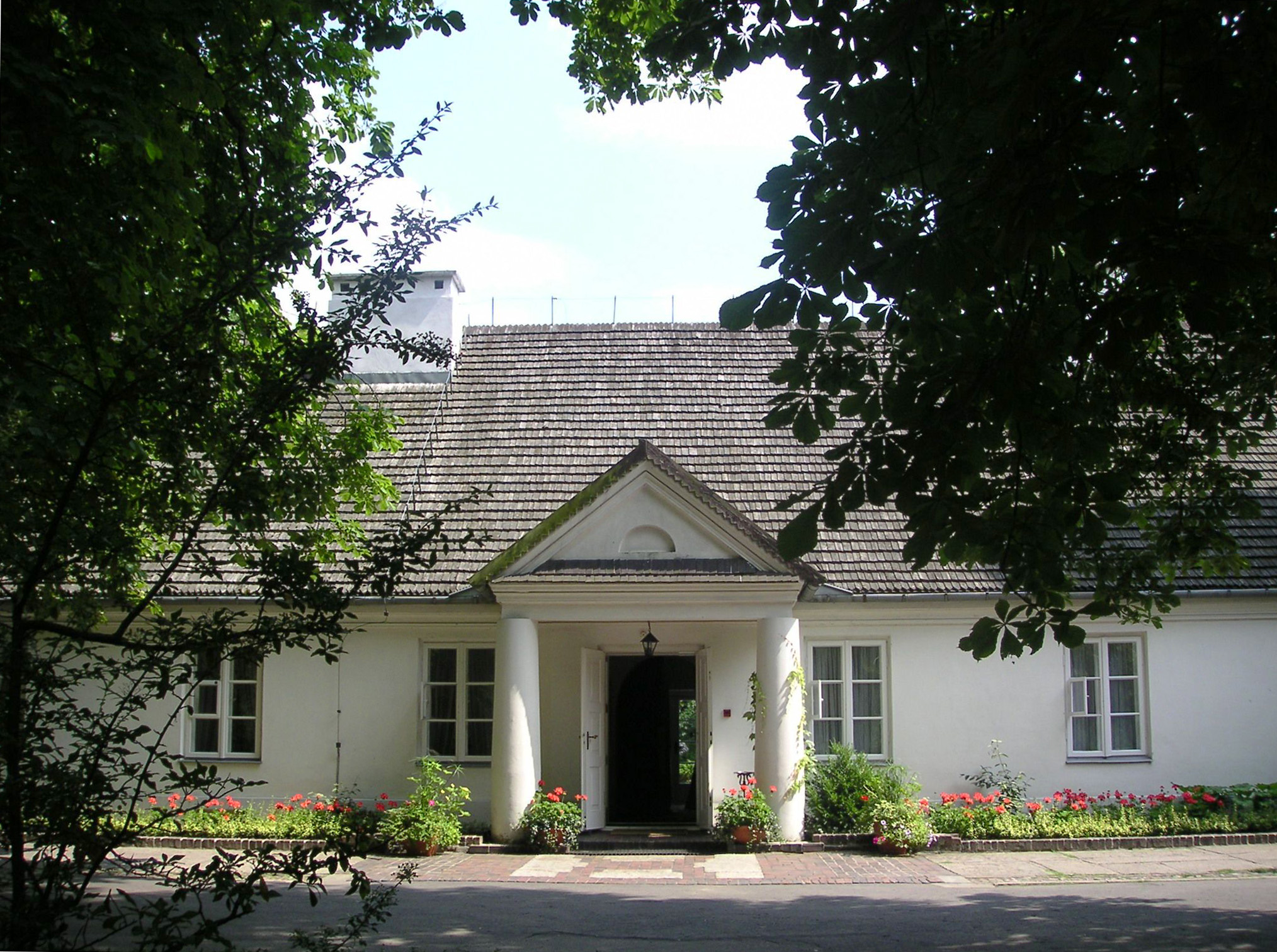
Casa natal de Chopin en Żelazowa Wola.

Frédéric Chopin nació en la aldea de Żelazowa Wola, a 60 kilómetros de Varsovia, en una pequeña finca propiedad del conde Skarbek, que formaba parte del Gran Ducado de Varsovia (voivodato de Mazovia, Polonia). Recibió el nombre de Fryderyk Franciszek Chopin. La fecha de su nacimiento es incierta: el propio compositor (y su familia) declaraba haber nacido el 1 de marzo de 1810 y siempre celebró su cumpleaños en aquella fecha. Pero en su partida bautismal figura como nacido el 22 de febrero. Lo más probable es que esto último fuese un error del sacerdote. Esta discordancia se discute hasta el día de hoy, aunque el 1 de marzo es la fecha generalmente aceptada.
Su padre, Nicolas Chopin (Marainville, Lorena, 1771-1844), era un profesor emigrado francés que se había trasladado a Polonia en 1787, con 16 años, y daba clases de francés y literatura francesa a los hijos de la aristocracia polaca. También era preceptor de la familia del conde Skarbek. Su madre, Tekla Justyna Krzyżanowska (Dlugie, Kujawy, 1782-1868), pertenecía a una familia de la nobleza polaca venida a menos, pariente de los Skarbek, y administraba la finca. Contrajeron matrimonio en 1806. Bautizaron a Frédéric el domingo de Pascua, 23 de abril de 1810, en la misma iglesia donde sus padres se habían casado, en Brochow, cerca de Sochaczew. Recibió el nombre por su padrino, Fryderyk Skarbek, un alumno de 18 años de Nicolas Chopin y en la partida bautismal cita su nombre en latín, Fridericus Franciscus. Frédéric fue el segundo hijo y único varón de la pareja, de un total de cuatro hijos: Ludwika (también conocida como Ludvika, 1807-1855), Izabella (1811-1881) y Emilia (1813-1827), cuya muerte a los 14 años se debió probablemente a la tuberculosis. Nicolas era fiel a su patria adoptiva e insistió en el uso del polaco en el hogar.
En octubre de 1810, seis meses después del nacimiento de Frédéric, la familia se trasladó a Varsovia, pues su padre había obtenido el puesto de profesor de francés en el Liceo de Varsovia, entonces ubicado en el palacio Sajón donde la familia se alojó. El padre tocaba la flauta y el violín y la madre tocaba el piano y daba clases a los niños en la pensión que los Chopin mantenían.
Frédéric Chopin y sus hermanas crecieron en un entorno en el que el gusto por la cultura en general y, la música en particular, era considerable. Es posible que Chopin recibiera clases de piano de su madre, pero su primer tutor musical profesional, de 1816 a 1821, fue el pianista checo Wojciech Żywny, amante de la música de Johann Sebastian Bach (hecho entonces poco común) y de Wolfgang Amadeus Mozart, y que basaba sus enseñanzas principalmente en dichos compositores. Su hermana mayor, Ludwika, también recibió clases de Żywny, y en ocasiones tocaba a dúo con su hermano. Pronto se hizo evidente que era un niño prodigio. A la edad de siete años ya había empezado a dar conciertos públicos, tocaba el piano con maestría, improvisaba y componía con soltura: dio su primer concierto público el 24 de febrero de 1818 en el palacio de la familia Radziwill de Varsovia, donde tocó el Concierto en mi menor de Vojtech Jirovec. Pronto se hizo conocido en el ambiente local de la ciudad, considerado por todos como un niño prodigio y llamado el «pequeño Chopin». Comenzó a dar recitales en las recepciones de los salones aristocráticos de la ciudad, para las familias Czartoryski, Grabowski, Sapieha, Mokronowski, Czerwertynski, Zamoyski, Radziwill, Lubecki, Zajaczek, Skarbek y Tenczynski, tal como hiciese Mozart a la misma edad. Así se ganó un número creciente de admiradores. En 1817 compuso su primera obra. Como no sabía escribir muy bien, la pieza la escribió su padre. Se trataba de la Polonesa en sol menor para piano, publicada en noviembre de ese año en el taller de grabado del padre J. J. Cybulski, director de la Escuela de organistas y uno de los pocos editores de música polacos de su tiempo. Ese mismo año compuso otra Polonesa en si bemol mayor. Su siguiente obra, una Polonesa en la bemol mayor de 1821, dedicada a Żywny, es el primero de sus manuscritos que se conserva. A estas siguieron otras polonesas, además de marchas y variaciones. Algunas de estas composiciones se han perdido. 
En 1817, el gobernador ruso de Varsovia requisó el palacio Sajón para uso militar y el Liceo de Varsovia se estableció en el Palacio Kazimierz (hoy el rectorado de la Universidad de Varsovia). La familia Chopin se mudó a un edificio, que aún sobrevive, adyacente al palacio Kazimierz. Durante este período, a veces invitaron a Frédéric al palacio Belwederski como compañero de juegos del hijo del gobernante del Zarato de Polonia, el gran duque Constantino Pávlovich de Rusia. Tocó el piano y compuso una marcha para Constantino Pávlovich. Julian Ursyn Niemcewicz, en su dramática égloga, «Nasze Przebiegi» (1818), atestigua la popularidad del «pequeño Chopin».
Era de complexión delgada y también desde su niñez se manifestó ya un hecho que marcó su vida: su frágil salud y su propensión a las enfermedades. Desde niño había sufrido inflamaciones de los ganglios del cuello y había tenido que soportar frecuentes sangrías.

### Adolescencia

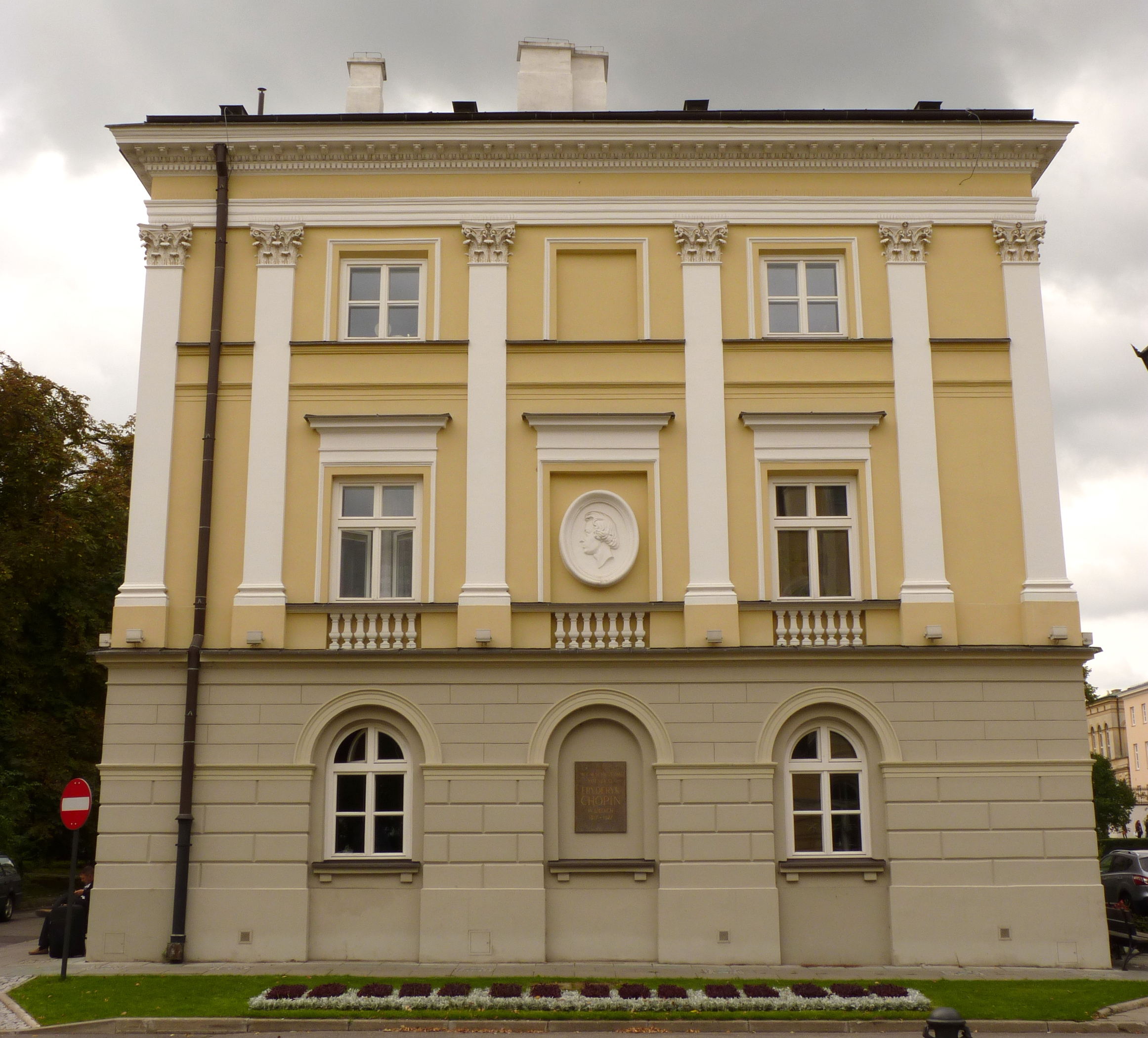
Entre 1817 y 1827, la familia Chopin vivió en un edificio adyacente al Palacio Kazimierz en la Universidad de Varsovia. El edificio está adornado en la actualidad con un perfil de Chopin.

De septiembre de 1823 a 1826, Chopin asistió al Liceo de Varsovia, donde recibió clases de órgano del músico checo Wilhelm Würfel durante su primer año. En otoño de 1826 comenzó un curso de tres años en el Conservatorio de Varsovia con el compositor silesiano Józef Ksawery Elsner, en el que estudió teoría musical, bajo cifrado y composición. Durante este periodo continuó componiendo y dando recitales en conciertos y salones de Varsovia. Fue contratado por los inventores del «aeolomelodicon» (una combinación de piano y órgano mecánico), y en este instrumento interpretó en mayo de 1825 su propia improvisación y parte de un concierto de Moscheles. El éxito de este concierto condujo a una invitación para dar un recital en un instrumento similar (el «aeolopantaleon») ante el zar Alejandro I, que estaba de visita en Varsovia; el zar le obsequió con un anillo de diamantes. En un concierto posterior, el 10 de junio de 1825, Chopin interpretó su Rondó op. 1. Fue la primera obra de Chopin que se presentó en público. Esta fue la primera de sus obras que se publicó comercialmente y le valió su primera mención en la prensa extranjera, cuando la Allgemeine Musikalische Zeitung de Leipzig elogió su «riqueza de ideas musicales».
De 1824 a 1828, Chopin pasó sus vacaciones fuera de Varsovia, en varios lugares. En 1824 y 1825, en Szafarnia, fue huésped de Dominik Dziewanowski, padre de un compañero de escuela. Allí conoció por primera vez la música popular rural polaca. Sus cartas a casa desde Szafarnia (a las que dio el título de «El Correo de Szafarnia»), escritas en un polaco muy moderno y vivaz, divertían a su familia con sus burlas a los periódicos de Varsovia y demostraban las dotes literarias del joven.
El 7 de julio de 1826, Frédéric completó sus estudios en el Liceo y se graduó cum laude el 27 del mismo mes. Al mes siguiente, viajó por primera vez fuera de Polonia: fue con sus hermanas a descansar a Bad Reinerz (actual Duszniki-Zdrój) en Silesia del Sur. En noviembre del mismo año, se inscribió en la Escuela Superior de Música de Varsovia, entonces parte del Conservatorio de la ciudad y conectada con el Departamento de Artes de la Universidad. Allí continuó sus estudios con Elsner, pero no asistió a las clases de piano. Elsner, que lo conocía, comprendió su decisión, pero fue muy exigente en las materias teóricas que le enseñó, sobre todo en contrapunto. Gracias a esto, adquirió una sólida comprensión y técnica de la composición musical. En este tiempo, compuso su Sonata para piano n.º 1 en do menor Op. 4, sus Variaciones sobre el aria «Là ci darem la mano» (de la ópera Don Giovanni de Mozart) para piano y orquesta Op. 2 y el Trío para violín, violonchelo y piano Op. 8, evidentemente obras de mayor envergadura, basadas en formas clásicas (la sonata y las variaciones). Elsner escribió en las calificaciones finales de sus estudios: «talento sorprendente y genio musical».

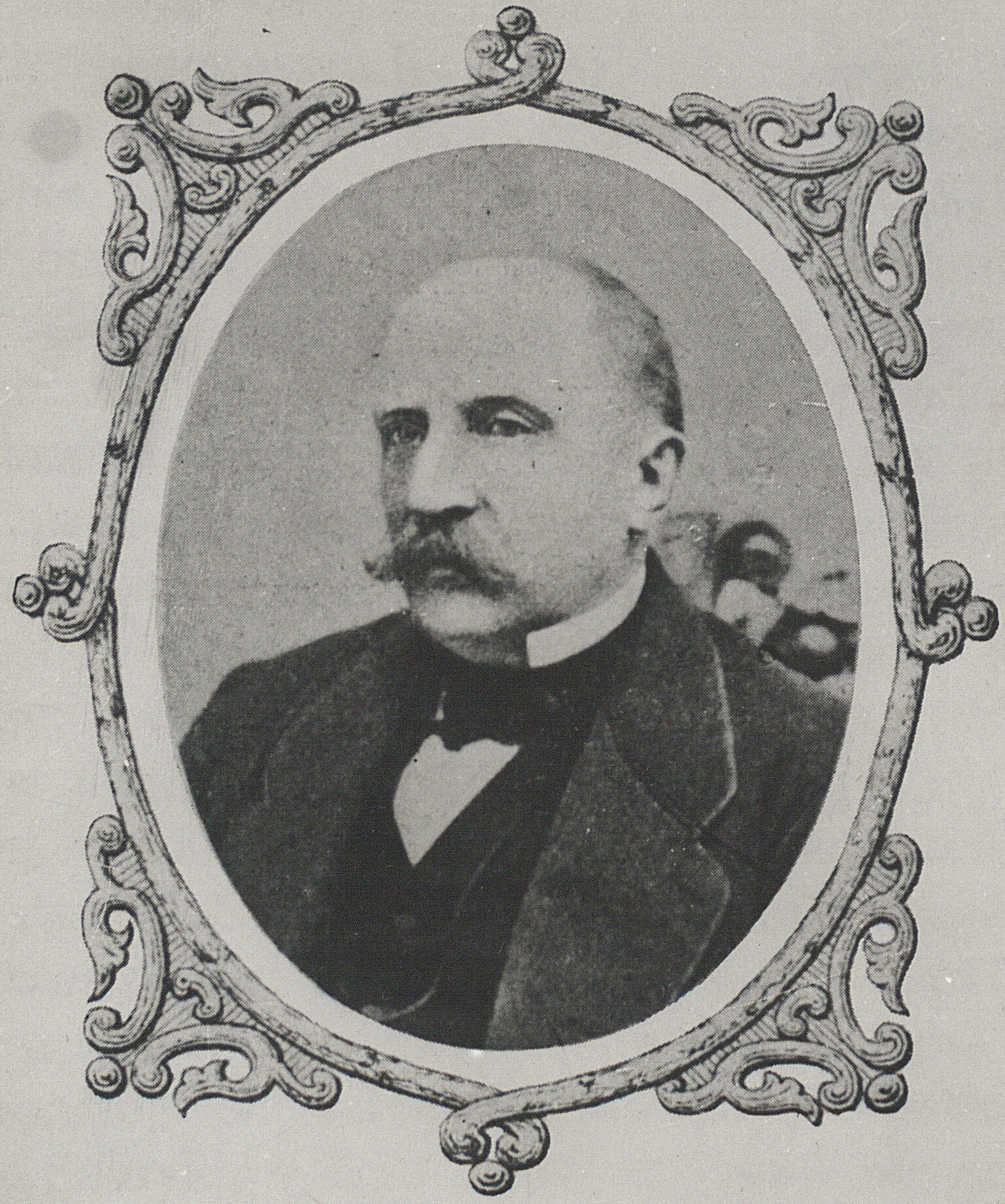
Tytus Woyciechowski.

En 1827, poco después de la muerte de la hermana menor de Chopin, Emilia, la familia se mudó del edificio adyacente al palacio Kazimierz a un alojamiento al otro lado de la calle de la universidad, en el anexo sur del palacio Krasiński en Krakowskie Przedmieście, donde vivió Chopin hasta que salió de Varsovia en 1830. Aquí, sus padres continuaron dirigiendo su pensión para estudiantes varones (Salonik Chopinów), que se convirtió en un museo en el siglo XX. En 1829, el artista Ambroży Mieroszewski realizó un conjunto de retratos de miembros de la familia Chopin, incluido el primer retrato conocido del compositor.
Cuatro huéspedes en los apartamentos de sus padres se convirtieron en íntimos de Chopin: Tytus Woyciechowski, Jan Nepomucen Białobłocki, Jan Matuszyński y Julian Fontana, los dos últimos se convirtieron en parte de su entorno parisino. Era amigo de los miembros del joven mundo artístico e intelectual de Varsovia, incluidos Fontana, Józef Bohdan Zaleski y Stefan Witwicki. Las cartas de Chopin a Woyciechowski en el periodo entre 1829 y 1830 (cuando Chopin tenía unos veinte años) contienen aparentes referencias homoeróticas a los sueños y a los besos ofrecidos.

Voy a lavarme ahora; no me beses, aún no me he lavado. ¿A ti? Aunque estuviera untado con los aceites de Bizancio, no me besarías a menos que te obligara a ello por magnetismo. Hay algún tipo de poder en la naturaleza. ¡Hoy soñarás con besarme! Tengo que pagarte por el horrible sueño que me diste anoche.
Frédéric Chopin a Tytus Woyciechowski (4.9.1830)

Según Adam Zamoyski, tales expresiones «eran, y hasta cierto punto siguen siendo, moneda corriente en polaco y no llevan mayor implicación que el "amor"» con el que concluyen las cartas de hoy. «El espíritu de la época, impregnado por el movimiento romántico en el arte y la literatura, favorecía la expresión extrema de los sentimientos... Aunque esta posibilidad no puede descartarse por completo, es poco probable que ambos fueran amantes». El biógrafo de Chopin, Alan Walker, considera que, en la medida en que tales expresiones pudieran percibirse como de naturaleza homosexual, no denotarían más que una fase pasajera en la vida de Chopin, o serían el resultado -en palabras de Walker- de un «giro mental». El musicólogo Jeffrey Kallberg señala que los conceptos de práctica e identidad sexual eran muy diferentes en la época de Chopin, por lo que la interpretación moderna es problemática. Otros autores creen que se trata de demostraciones claras, o potenciales, de impulsos homosexuales por parte de Chopin.
Después de pasar por Praga, Dresde y Breslavia, regresó a Varsovia. Probablemente a principios de 1829 Chopin conoció a la cantante Konstancja Gładkowska y desarrolló un intenso afecto por ella, aunque no está claro que alguna vez se dirigiera directamente a ella sobre el asunto. En una carta a Woyciechowski del 3 de octubre de 1829 se refiere a su «ideal, a quien he servido fielmente durante seis meses, aunque sin decirle nunca una palabra sobre mis sentimientos; con quien sueño, que inspiró el Adagio de mi Concierto». Todos los biógrafos de Chopin, siguiendo a Frederick Niecks, coinciden en que este «ideal» era Gładkowska. Su carta del 15 de mayo de 1830 reveló que el movimiento lento (Larghetto) de su Concierto para piano n.º 1 se lo había dedicado en secreto a ella: «Debería ser como soñar en la hermosa primavera, a la luz de la luna». Dicha obra se estrenó en el Club de Mercaderes de Varsovia en diciembre del mismo año y publicada posteriormente como n.º 2, op. 21. También le informaba a Woyciechowski: «He compuesto unos pocos ejercicios; te los mostraré y tocaré pronto». Estos «ejercicios» se convirtieron en la primera serie de Estudios op. 10. Además, componía ya sus primeros nocturnos del op. 62 n.º 1, 1829) y sus Canciones para voz y piano sobre poemas de Stefan Witwicki (parte del futuro Op. 74, La plegaria de la doncella, arreglo para piano solo por Franz Liszt). Tras el que sería el concierto de despedida de Chopin en Varsovia el 11 de octubre de 1830 en el mismo gran teatro, que incluyó el concierto, interpretado por el compositor, y a Gładkowska —«vestida toda de blanco, con una corona de rosas que le iba admirablemente», según dijo Chopin— cantó un aria de la ópera La dama del lago de Gioachino Rossini, ambos intercambiaron anillos, y dos semanas más tarde ella escribió en su álbum unas afectuosas líneas despidiéndose de él. Después de que Chopin abandonara Varsovia, él y Gładkowska no se volvieron a ver y al parecer no mantuvieron correspondencia. Luego él mismo interpretó su Concierto en mi menor y su Fantasía sobre aires polacos op. 13. En la mazurca final, el público lo ovacionó largo rato de pie. Días después, en una taberna de Wola, sus amigos le regalaron una copa de plata con un puñado de tierra polaca en ella. Su maestro Elsner dirigió un pequeño coro que cantó una breve composición propia para la despedida: Zrodzony w polskiej krainie (Un nativo del suelo polaco). El 2 de noviembre, se marchó para perfeccionar su arte, confiando en que podría volver a su país, pero a partir de ese momento, nunca más volvió.

### Viaje y éxito doméstico

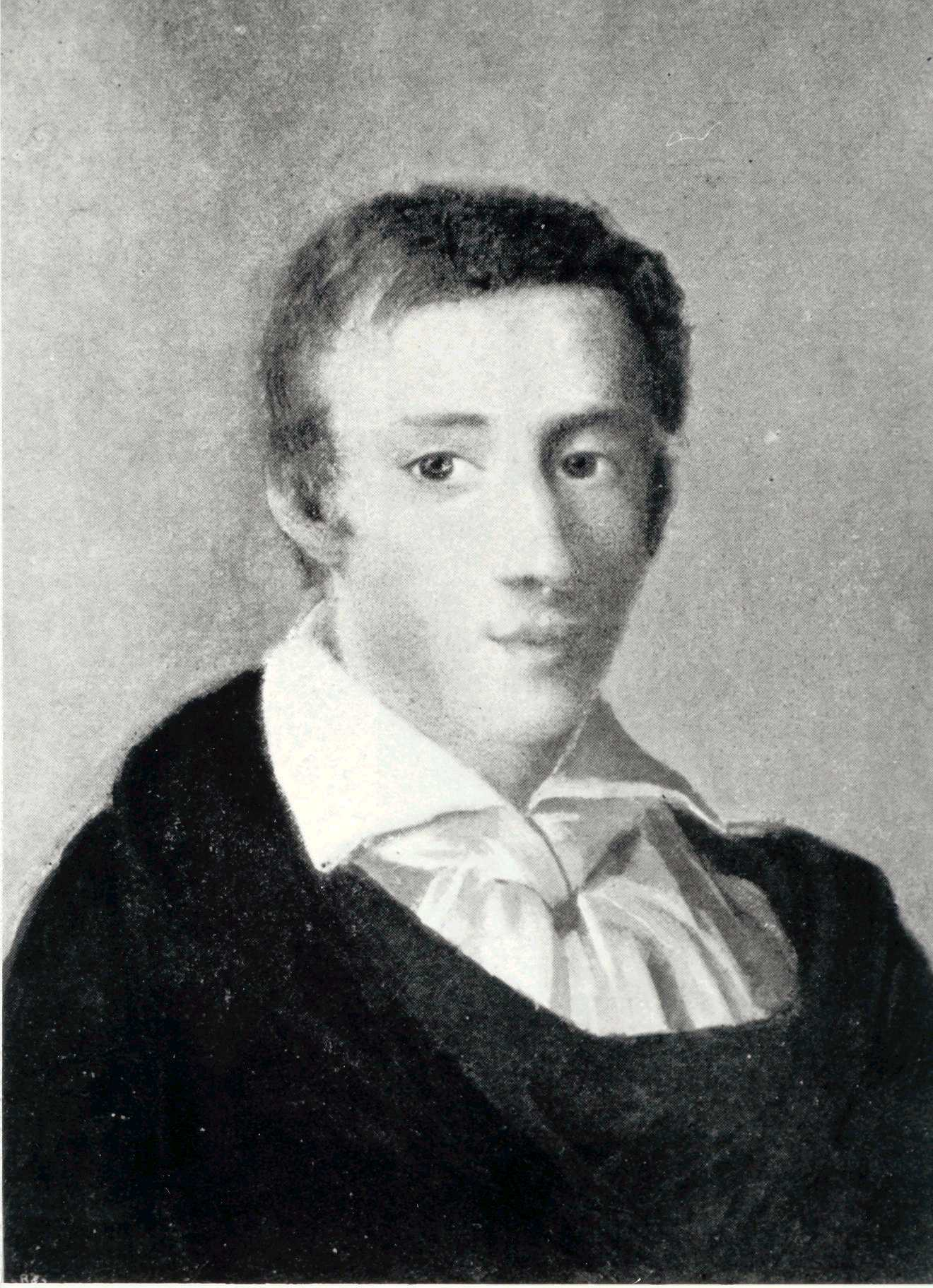
Chopin en 1829, obra de Ambroży Mieroszewski.

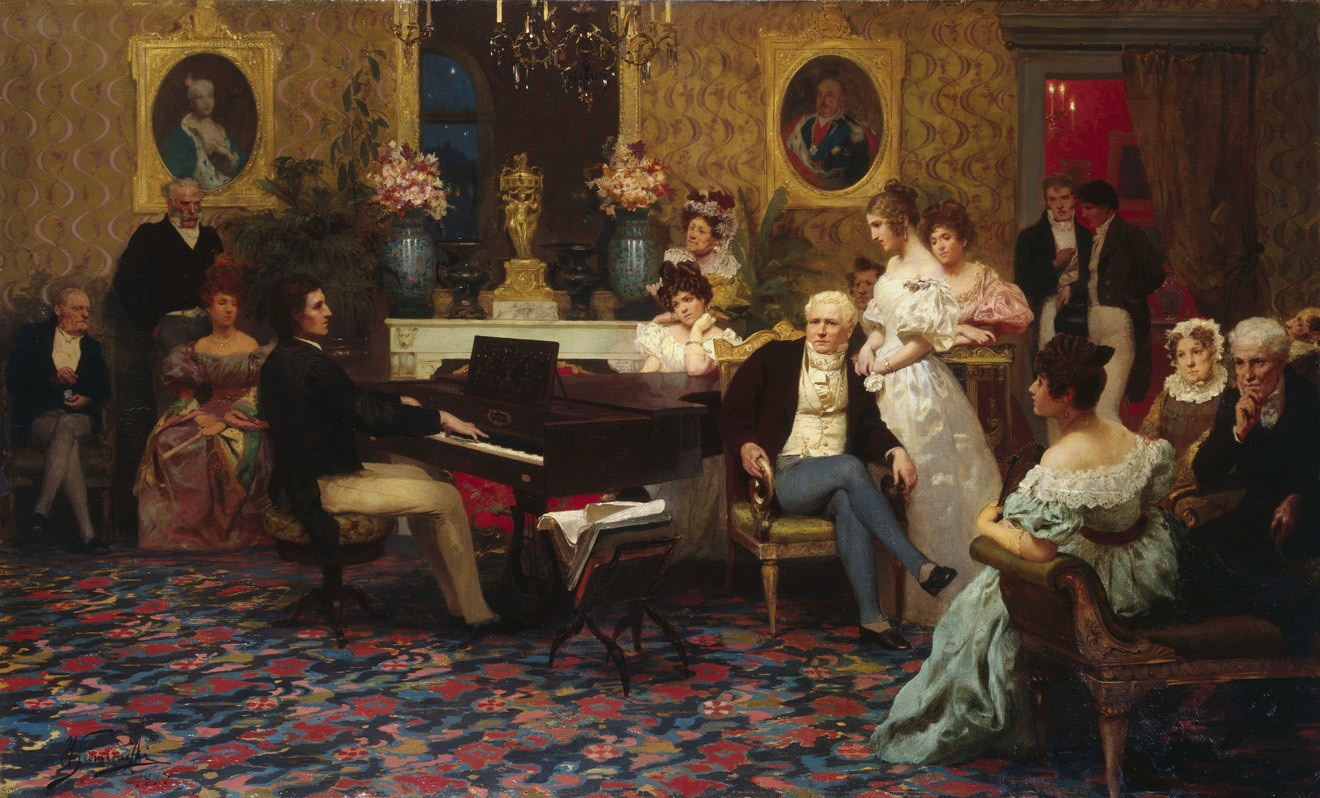
Chopin tocando frente a la familia aristocrática de los Radziwiłł.

En marzo de 1828, el compositor y pianista alemán Johann Nepomuk Hummel llegó a Varsovia a dar conciertos y Chopin tuvo ocasión de escucharlo y conocerlo. En septiembre de 1828, Chopin, siendo aún estudiante, visitó Berlín con un amigo de la familia, el zoólogo Feliks Jarocki, para asistir a un Congreso de Naturalistas. En esa ciudad se concentró en conocer la vida musical en Prusia, escuchó en la Academia de Canto las óperas Cortez de Gaspare Spontini, Il matrimonio segreto de Domenico Cimarosa y Le Colporteur de George Onslow; asistió a conciertos de Carl Friedrich Zelter, Felix Mendelssohn y otras celebridades; y quedó fascinado por el oratorio Cäcilienfest de Georg Friedrich Händel. Frédéric siempre mantuvo un gran interés por la ópera, estimulado por su maestro Elsner. Tres años antes había quedado impresionado por El barbero de Sevilla de Gioacchino Rossini. Siempre en sus viajes se dio tiempo para asistir a representaciones operísticas. En un viaje de regreso a Berlín en 1829, fue huésped del príncipe Antoni Radziwiłł, gobernador del Gran Ducado de Posen, él mismo un compositor consumado y aspirante a violonchelista. Para el príncipe y su hija pianista Wanda compuso su Introducción y Polonesa brillante en do mayor para violonchelo y piano, op. 3.
De vuelta en Varsovia ese mismo año, Chopin escuchó a Niccolò Paganini tocar el violín y compuso una serie de variaciones, Souvenir de Paganini. Es posible que esta experiencia le animara a empezar a escribir sus primeros Études (1829-1832), explorando las capacidades de su propio instrumento. Tras completar sus estudios en el Conservatorio de Varsovia, debutó en Viena. Dio dos conciertos de piano y recibió muchas críticas favorables, además de algunos comentarios (en palabras del propio Chopin) de que era «demasiado delicado para quienes están acostumbrados a los golpes de piano de los artistas locales». En el primero de estos conciertos, estrenó sus Variaciones sobre «Là ci darem la mano», op. 2 (variaciones sobre un dúo de la ópera Don Giovanni de Mozart) para piano y orquesta. Regresó a Varsovia en septiembre de 1829, donde estrenó su Concierto para piano n.º 2 en fa menor, op. 21 el 17 de marzo de 1830.
Su prestigio local como compositor y pianista ya traspasaba las fronteras de su patria; el violinista Rodolphe Kreutzer (destinatario de la Sonata para violín n.º 9 de Ludwig van Beethoven), Ignaz von Seyfried (discípulo de Mozart), los fabricantes de piano Johann Andreas Stein y Graff, y el editor Hasslinger, entre otros, deseaban que el joven diese un concierto en Viena. En 1829, realizó un breve viaje a aquella ciudad, el primero como concertista en el extranjero. En dos conciertos (el 11 y el 18 de agosto) en el Kärntnertortheater, presentó sus Variaciones Op. 2 (de dos años antes) entre otras obras suyas. El éxito fue apoteósico y el joven compositor no salía de su asombro por la cálida aceptación de sus composiciones y su técnica interpretativa por parte del exigente público vienés. La crítica fue inmejorable, pero algunos criticaron el poco volumen que conseguía en el piano, parte de su estilo de interpretación, más adecuado al salón que a la sala de conciertos. Por otro lado, gracias al éxito de las Variaciones mozartianas, esta se convirtió en su primera obra publicada por un editor extranjero, Haslinger, en abril de 1830.
Después de tocar varias veces su Concierto en fa menor en veladas íntimas, su fama era ya tan amplia que se le organizó un gran recital en el Teatro Nacional de Varsovia el 17 de marzo de 1830, el primero como solista en ese auditorio, que nuevamente causó sensación. En aquel tiempo trabajaba en su segundo Concierto para piano y orquesta en mi menor (posteriormente numerado como n.º 1, op. 11) que estrenó el 22 de septiembre en su casa, y comenzaba el Andante Spianato y Polonesa op. 22.

### Viena y el Levantamiento en Polonia

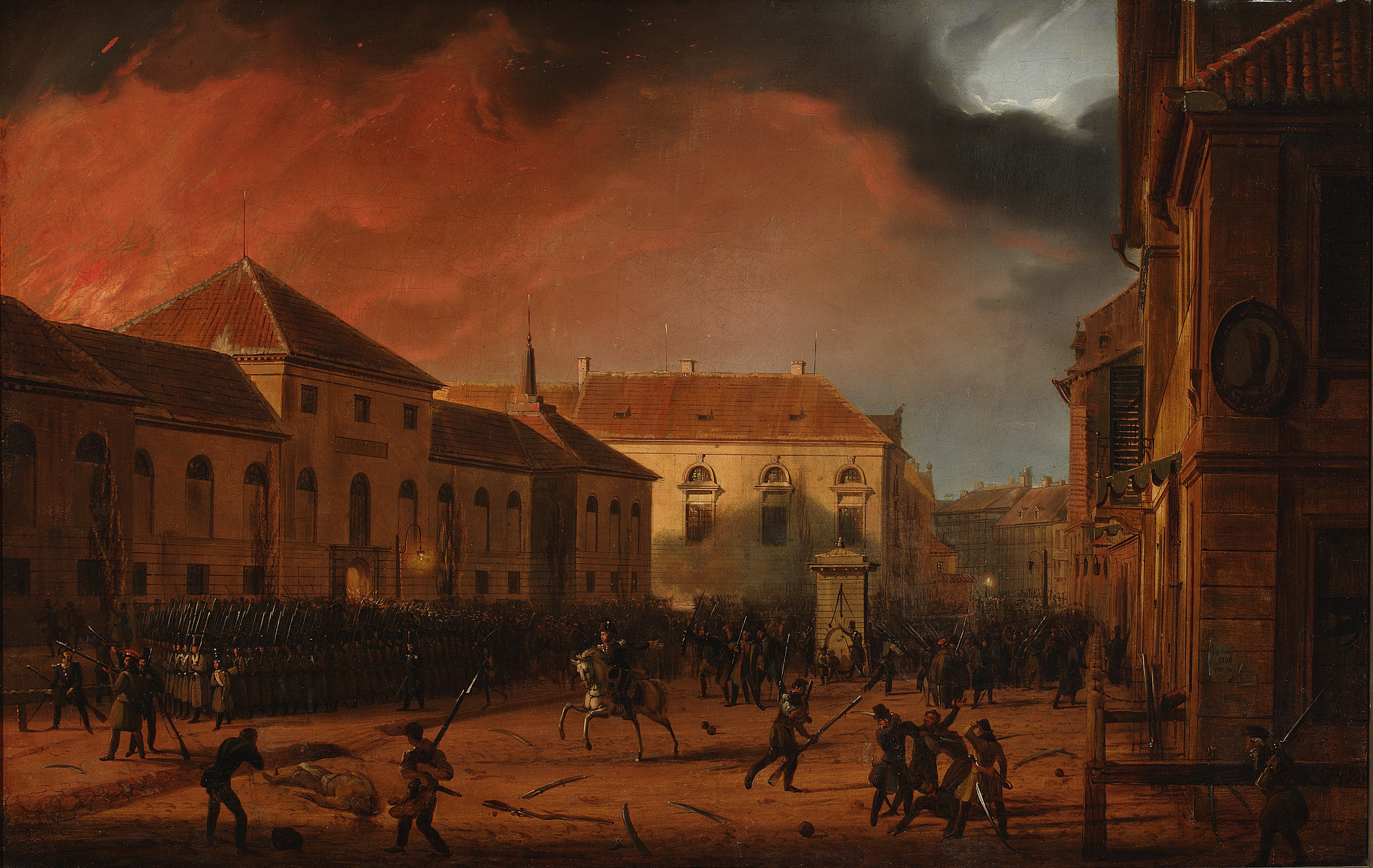
La toma del arsenal de Varsovia, uno de los primeros sucesos del Levantamiento de Noviembre.

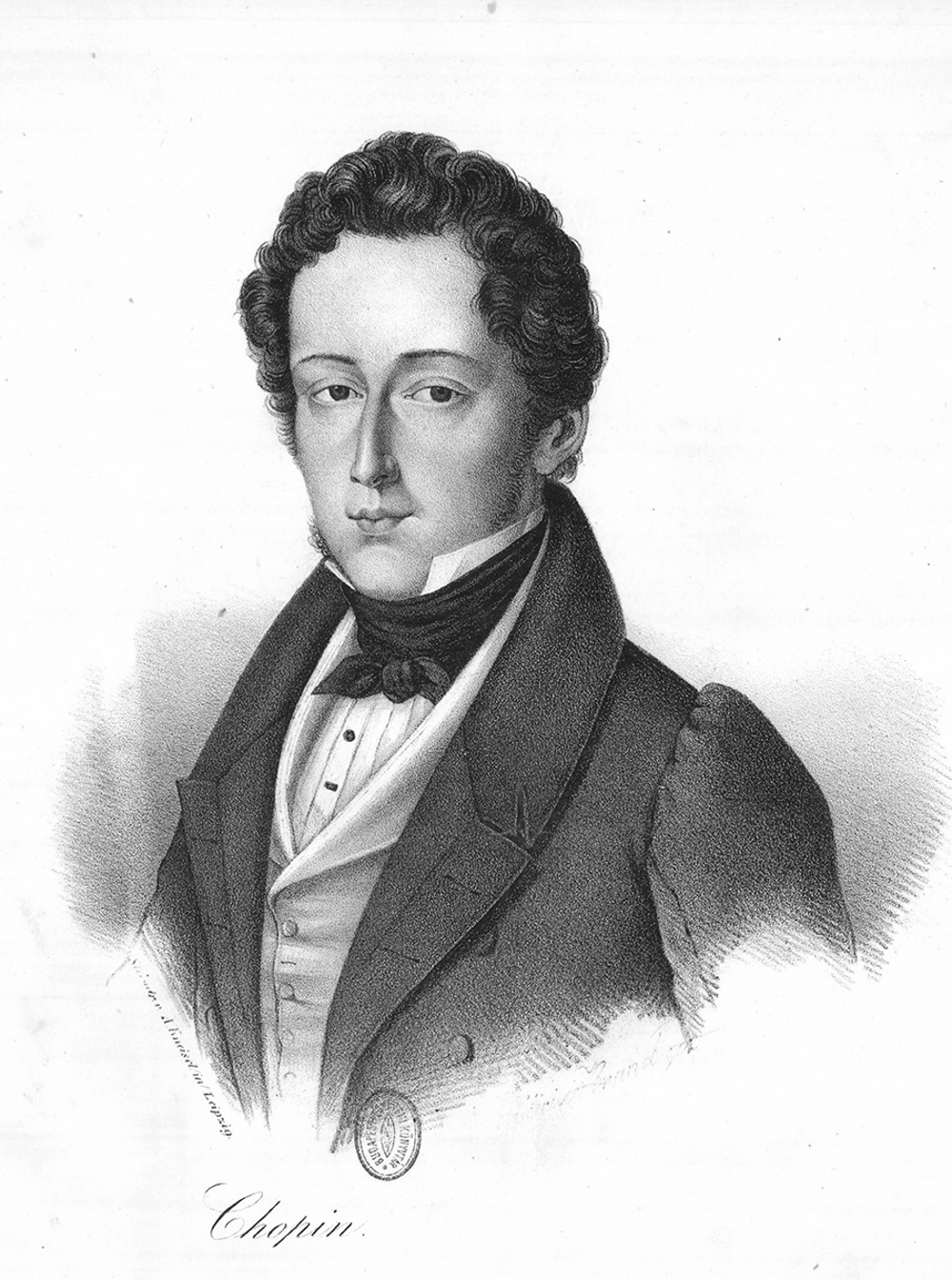
Fryderyk Chopin, por August Kneise, 1830.

Los éxitos de Chopin como compositor e intérprete le abrieron las puertas de Europa occidental, y el 2 de noviembre de 1830 partió, en palabras de Zdzisław Jachimecki, «hacia el ancho mundo, sin un objetivo muy definido, para siempre». Después de pasar por Kalisz —desde donde viajó con su amigo del Liceo, Titus Wojciechowski—, Breslavia y Dresde, estuvo un día en Praga y luego enrumbó hacia Viena (a donde llegó el 22 de noviembre de 1830), para hospedarse en Kohlmarkt 9. Permaneció ahí hasta el 20 de julio del año siguiente. Días después de llegar, se enteraron del Levantamiento de Noviembre, la insurrección polaca contra el Imperio ruso, que comenzó el 29 de noviembre; Woyciechowsky regresó a Varsovia para unirse a los revolucionarios, pero lo convenció de quedarse en Viena. Chopin, ya solo en Viena, sintió nostalgia de su patria y escribió a un amigo: «Maldigo el momento de mi partida».
Su segunda estancia en la capital del Imperio austríaco no fue ni mucho menos tan feliz. Ya no llegaba como una joven sensación del extranjero, sino como alguien que deseaba incorporarse permanentemente al ambiente musical vienés, y los artistas y empresarios le mostraron indiferencia y hasta hostilidad. Además, no era nada fácil conquistar el gusto del bullicioso público vienés: «El público sólo quiere oír los valses de Lanner y Strauss» escribía en una carta. Por otro lado, la insurrección polaca no era bien vista en el Imperio austriaco. Por todas estas razones sólo dio dos recitales en Viena durante esos ocho meses, con modesto éxito.
Debido a ello, su estado de ánimo decayó, además emocionalmente se llenó de ansiedad por la situación de su país y de su familia. Sus sentimientos son conocidos por sus cartas y sus diarios. En un momento abandonó sus planes de seguir su carrera; escribió a Elsner: «En vano Malfatti trata de convencerme de que todo artista es un cosmopolita. Incluso, si así fuera, como artista, apenas soy un bebé, como polaco, tengo más de veinte años; espero por lo tanto que, conociéndome bien, no me reprochará usted que por ahora no haya pensado en el programa del concierto». Se refería a un concierto benéfico que dio el 11 de junio de 1831 nuevamente en el Teatro Kärntnertor donde tocó el Concierto en mi menor.
Sin embargo, no puede decirse que todo este tiempo quedó desperdiciado para Chopin. Además de conocer a músicos como Anton Diabelli, Vaclav Jirovec, Joseph Merk y Josef Slavik, y de asistir a varios eventos musicales y óperas, las fuertes y dramáticas experiencias y emociones inspiraron la imaginación del compositor, y probablemente aceleraron el nacimiento de un estilo nuevo e individual, diferente al brillante estilo anterior. En los «diarios de Stuttgart» escribió después: «¡Y yo aquí, condenado a la inacción! Me sucede a veces que no puedo por menos de suspirar y, penetrado de dolor, vierto en el piano mi desesperación». Compuso el Nocturno n.º 20 en do sostenido menor, y avanzaba los Estudios op. 10, los nocturnos op. 9 (entre ellos el famosísimo op. 9 n.º 2, el op. 15 n.º 2 y comenzaba el Scherzo en si menor y la Balada n.º 1 en sol menor.
Cuando abandonó Varsovia el 2 de noviembre de 1830, Chopin tenía la intención de ir a Italia, pero los violentos disturbios que se produjeron en ese país lo convirtieron en un destino peligroso, por lo que decidió dirigirse a Londres vía París. Las dificultades para obtener un visado de las autoridades rusas lo llevaron a obtener un permiso de tránsito de los franceses. En años posteriores, Chopin citaría la anotación del pasaporte «Passeport en passant par Paris à Londres» («En tránsito a Londres vía París»), bromeando con que estaba en la ciudad «sólo de paso». El 20 de julio de 1831, dejaba Viena, pasando por Linz y los Alpes hasta Salzburgo. El 28 de agosto, llegó a Múnich, donde tocó en una matinée de la Philarmonische Verein; a inicios de septiembre, llegó a Stuttgart, donde conoció a Johann Peter Pixis. En esta ciudad se enteró en septiembre de 1831 de la caída de Varsovia ante las tropas rusas y del fin del levantamiento. La noticia lo impactó tan hondamente, que le causó una fiebre y una crisis nerviosa. Los llamados «diarios de Stuttgart» revelan su desesperación, rayando a veces en la blasfemia: «El enemigo ha entrado en casa [...] Oh, Dios, ¿existes? Haces y aún no cobras venganza. ¿Acaso no tuviste suficiente con los crímenes de Moscú? O... ¡O quizás Tú seas moscovita!». Jachimecki atribuye a estos acontecimientos la maduración del compositor «en un inspirado bardo nacional que intuía el pasado, el presente y el futuro de su Polonia natal». La tradición considera que fruto de estas noticias y estos sentimientos nacieron el Estudio «Revolucionario» en do menor op. 10 n.º 12 y el Preludio en re menor op, 28 n.º 24, aunque lo más probable es que los compusiese en Varsovia. Estas visiones impresionaron profundamente al artista, que años después compondría en homenaje a esos manifestantes su célebre «Marcha fúnebre» (incluida después en la Sonata para piano n.º 2 en si bemol menor op. 35).

### París

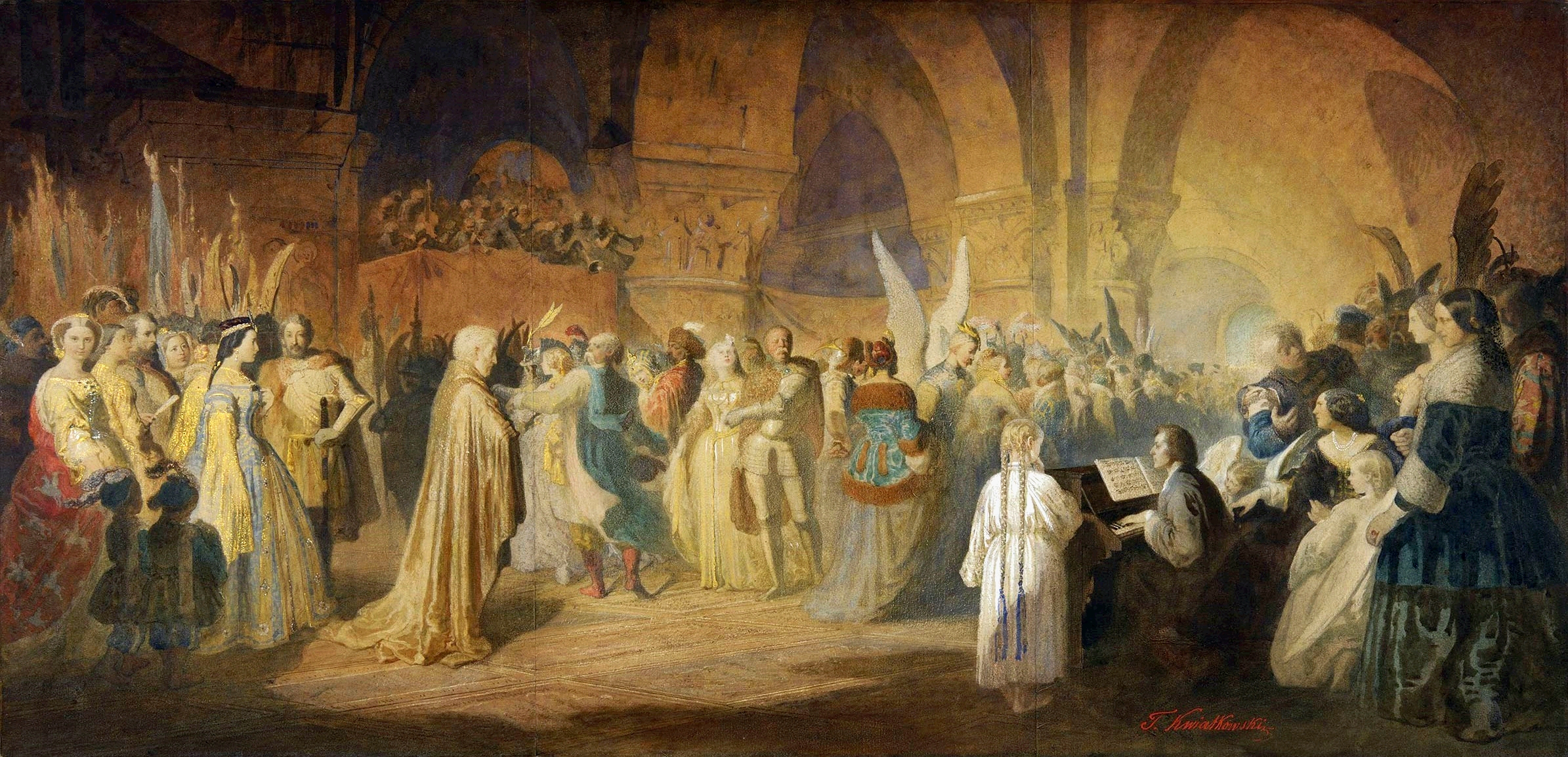
Polonesa de Chopin - un baile en el Hôtel Lambert de París, aguada y gouache, 1849-1860, pintado por Teofil Kwiatkowski, Museo Nacional de Poznań.

Chopin llegó a París el 5 de octubre de 1831; nunca regresaría a Polonia, convirtiéndose así en uno de los muchos expatriados de la Gran Emigración polaca. Inicialmente se alojó en un apartamento en el quinto piso del Boulevard Poissonière 27. En Francia utilizó las versiones francesas de sus nombres de pila y, tras obtener la ciudadanía francesa en 1835, viajó con pasaporte francés. Sin embargo, Chopin se mantuvo unido a sus compatriotas polacos en el exilio como amigos y confidentes, y nunca se sintió del todo cómodo hablando francés. El biógrafo de Chopin, Adam Zamoyski, escribe que nunca se consideró francés, a pesar de los orígenes franceses de su padre, y que siempre se consideró polaco.
La ciudad —capital de la Monarquía de Julio de Luis Felipe I— era el centro mundial de la cultura y muchos de los mayores artistas del mundo vivían allí. El doctor Giovanni Malfatti le había dado una carta de recomendación para el compositor Ferdinando Paër, que le abrió muchas puertas. Pronto el joven polaco conoció a artistas y otras personalidades distinguidas, encontró muchas oportunidades para ejercitar su talento y alcanzar la celebridad, y llegó a formar una parte importante de esa intensa actividad cultural. Durante su estancia en París, conoció, entre otros, a Gioacchino Rossini, Luigi Cherubini, Pierre Baillot, Henri Herz, Hector Berlioz, Ferdinand Hiller, Heinrich Heine, Eugène Delacroix, Alfred de Vigny y Friedrich Kalkbrenner, quien le presentó al fabricante de pianos Camille Pleyel, inicio de una larga y estrecha relación entre el compositor y los instrumentos de Pleyel. Al escucharle, Kalkbrenner alabó su inspiración y buen gusto, pero también le objetó varios defectos; por ello se ofreció para darle lecciones durante tres años: Chopin le respondería —como le escribió a T. Woyciechowsky—: «Sé cuánto me falta, pero no quiero imitarle». Pronto escribió a Elsner: «No deseo ser una copia de Kalkbrenner [...]. Nada podría quitarme la idea ni el deseo, acaso audaz, pero noble, de crearme un mundo nuevo». Las lecciones con Kalkbrenner duraron aproximadamente un año, en forma espontánea Felix Mendelssohn le declaró: «No aprenderá nada, además toca usted mejor que él». Chopin conoció también al poeta Adam Mickiewicz, director de la Sociedad Literaria Polaca, algunos de cuyos versos interpretó como canciones. También fue invitado en más de una ocasión por el marqués Astolphe de Custine, uno de sus fervientes admiradores, e interpretó sus obras en el salón de Custine.
Dos amigos polacos de París también desempeñaron un papel importante en la vida de Chopin. Un compañero de estudios en el Conservatorio de Varsovia, Julian Fontana, había intentado sin éxito establecerse en Inglaterra; Fontana se convertiría, en palabras del historiador musical Jim Samson, en el «factótum general y copista» de Chopin. Albert Grzymała, que en París se convirtió en un rico financiero y figura de sociedad, actuó a menudo como consejero de Chopin y, en palabras de Zamoyski, «comenzó gradualmente a desempeñar el papel de hermano mayor en [su] vida». De ese modo fue introduciéndose gradualmente en la actividad musical de París, desistiendo del viaje a Londres que originalmente había planeado hacer. 
El 7 de diciembre de 1831, Chopin recibió el primer gran espaldarazo de un destacado contemporáneo cuando Robert Schumann, al reseñar las Variaciones op. 2 en la Allgemeine musikalische Zeitung (su primer artículo publicado sobre música), declaró: «¡Me quito el sombrero, caballeros! Un genio». Sin embargo, Chopin estimó «completamente estúpido» dicho artículo. Su primer concierto público fue tan fabuloso que se convirtió en el tema de conversación de toda la ciudad. Este se llevó a cabo el 25 de febrero de 1832 en los salones Pleyel, 9 rue Cadet: en el programa figuraba su Concierto en mi menor y las Variaciones mozartianas, en la segunda parte compartió el escenario con notables pianistas como George Osborne, Ferdinand Hiller, Friedrich Kalkbrenner, Felix Mendelssohn y Wojciech Sowiński para interpretar la Polonesa op. 92 de Kalkbrenner, a seis pianos. El concierto suscitó la admiración general. El crítico François-Joseph Fétis escribió en la Revue et gazette musicale: «He aquí un joven que... sin tomar ningún modelo, ha encontrado, si no una renovación completa de la música para piano, sí... una abundancia de ideas originales de un tipo que no se encuentra en ninguna otra parte...». Después de este concierto, Chopin se dio cuenta de que su técnica de teclado, esencialmente íntima, no era óptima para los grandes espacios de concierto. Entre el público se encontraban músicos de la talla de Mendelssohn y Franz Liszt, y entabló pronto amistad con el último, que también radicaba en la ciudad. Se sentía sorprendido y estimulado por la intensa vida cultural y también por la libertad de acción que podía ejercer. Asistía a conciertos y a óperas; fascinado por Roberto el diablo de Giacomo Meyerbeer diría: «Esta es una obra maestra de la nueva escuela».
Ese mismo año fue presentado a la acaudalada familia de banqueros Rothschild, cuyo mecenazgo le abrió las puertas de otros salones privados (reuniones sociales de la aristocracia y la élite artística y literaria). En abril de 1832 el cólera hizo estragos en la población de París, diezmó a las clases trabajadoras e hizo huir a las provincias a los más pudientes. Orlowski, compatriota y amigo de Chopin escribió a los suyos: «Me ocurre que voy a verlo y vuelvo sin haber cambiado una palabra con él: tan melancólico está. [...] En París la situación es mala. Los artistas se ven reducidos a la miseria, porque el cólera ha hecho huir a las provincias a todas las familias ricas...». Pronto, sin embargo, el azar tiende una mano de ayuda:

Un día de mayo de 1832, Chopin se pasea por el bulevar y se encuentra en él a Valentín Radziwill, padre del príncipe Antonio, quien lo lleva a una velada ofrecida por James de Rothschild. El joven se sienta al piano sin haberse preparado y obtiene un éxito mucho mayor que en ninguno de los conciertos que dio hasta entonces. Allí está presente la élite de la sociedad [...] de la noche a la mañana el nombre de Chopin vuela de boca en boca. Se aprecia su distinción, su talento. Se le piden lecciones: la baronesa de Rothschild se inscribe a la cabeza de la lista. Entre las familias adineradas, los Rothschild se entusiasmaron particularmente con el talento de Chopin, y, junto a otras familias pudientes —como la princesa de Vaudemont, el príncipe Adam Czartoriski, el conde Apponyi o el mariscal Lannes— lo tomaron bajo su protección. La situación cambia bruscamente, el horizonte se aclara y la esperanza renace en Chopin. De todos modos, el oficio de profesor no es en modo alguno lo que tenía en vista.

Desde mayo de 1832, comenzó a ganarse la vida dando clases de piano y pronto llegaría a convertirse en un pedagogo muy requerido y bien pagado hasta el fin de su vida. Prefirió presentarse en las veladas o soirées que se ofrecían en los salones de la sociedad aristócrata, en una atmósfera intimista, con una audiencia pequeña y singular, no ávida de virtuosismo, sino especialmente culta y sensible y afín al músico. Este público estaba compuesto en buena parte por artistas, entre ellos Eugène Delacroix, la familia Rothschild, Adam Mickiewicz, Heinrich Heine, la condesa Marie d'Agoult y Franz Liszt, además de otros miembros de la alta sociedad; justamente Liszt se refirió a esta audiencia como: «[...] la aristocracia de la sangre, del dinero, del talento, de la belleza». Por esa razón, a diferencia de otros colegas famosos, durante el resto de su vida ofreció unos pocos conciertos «públicos» (en auditorios o salas de concierto): sólo 19 en París. A finales de ese año, Chopin se había establecido en la élite musical parisina y se había ganado el respeto de colegas como Hiller, Liszt y Berlioz. Ya no dependía económicamente de su padre y, en el invierno, comenzó a obtener pingües ingresos de la publicación de sus obras y de la enseñanza del piano a estudiantes acomodados de toda Europa, lo que le liberó de las tensiones de dar conciertos públicos, que le disgustaban.
Por otro lado, debido a la derrota de las revueltas polacas, a la capital francesa llegaron muchos compatriotas suyos de la Gran Emigración, con su líder, el noble Adam Jerzy Czartoryski: entre los intelectuales y artistas figuraban el escritor Julian Ursyn Niemcewicz, los poetas románticos Adam Mickiewicz y Juliusz Slowacki, también sus amigos Stefan Witwicki y Bohdan Zaleski.
Se hizo miembro de la Sociedad Literaria Polaca en 1833, a la que apoyó económicamente y dio conciertos benéficos para sus compatriotas. Es importante remarcar además que, habiendo decidido radicarse en París, escogió ser un émigré, un refugiado político. No obedeció a las regulaciones del zar para la dominada Polonia, ni renovó su pasaporte en la Embajada rusa. Por ello, perdió la posibilidad de regresar legalmente a su tierra. Pronto se hizo de algunos amigos entrañables, como Delfina Potocka, el violonchelista August Franchomme, y después el compositor italiano Vincenzo Bellini.

### Éxito en Europa

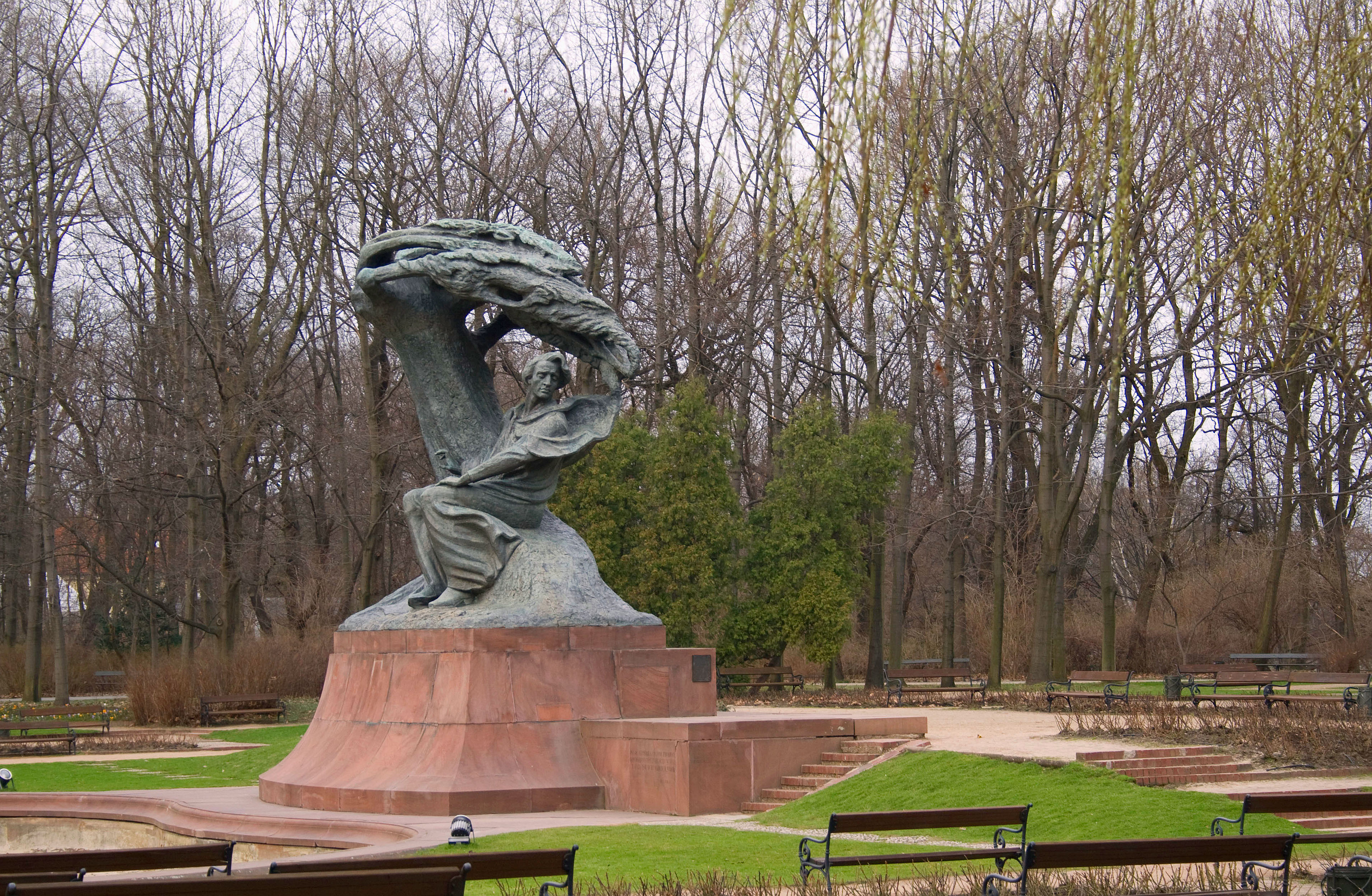
Monumento a Fryderyk Chopin, parque Łazienki, Varsovia, Polonia.

En junio de 1832 se mudó a la calle Cité Bergère 4. Su prestigio comenzaba a extenderse no solo en París sino en toda Europa. Firmó un contrato para la publicación de su música con Schlesinger, unas de las editoriales de música más importantes de Europa; en Leipzig era publicado por Probst y luego por Breitkopf & Härtel, en Berlín por Karl K. Kistner y en Londres por Christian R. Wessel. Por ello, entre este año y 1835, estuvo extraordinariamente ocupado; además de las clases cotidianas y los recitales nocturnos, se abocó a componer febrilmente, acicateado por los editores que le adelantaban dinero para publicar sus piezas. De este período datan las Variaciones Brillantes Op. 12, el Rondó Op. 16, el Vals Op. 18, el Andante Spianato y Gran Polonesa Brillante Op. 22, el Scherzo n.º 1, las Mazurcas Op. 24 y las Polonesas Op. 26.
En 1833, se trasladó a un nuevo hogar: Chaussée d'Antin 5. Su fama era ya inmensa. En una carta a Hiller del 20 de junio de ese año dice: «En este momento, Liszt toca mis estudios [...]. Heine manda sus más cordiales saludos [...]. Saludos de Berlioz». Tocaba el 15 de diciembre junto a Liszt y Hiller el Concierto para tres clavicémbalos de Johann Sebastian Bach en el Conservatorio de París. Impresionado por la manera en que los ejecutaba, dedicó sus Estudios Op. 10: à mon ami F. Liszt (mi amigo F. Liszt).
En 1834, conoció en el salón de la cantante Lina Freppa al entonces célebre compositor de ópera Vincenzo Bellini, que llegaría a ser un amigo muy entrañable. En mayo viajó a Aquisgrán a un festival musical renano organizado por Ferdinand Ries, en donde escuchó obras de Händel, Mozart y la Novena Sinfonía de Beethoven. Viajó por Düsseldorf, Coblenza y Colonia y conoció a Felix Mendelssohn; este le comentó a su madre en una carta: «Chopin es actualmente un pianista fuera de serie [...] hace lo que Paganini con el violín». El 26 de abril de 1835 ofreció un concierto en el Conservatorio de París, donde tocó el Andante Spianato y Polonesa para piano y orquesta en mi bemol mayor Op. 22, en el que sería realmente su último concierto público; fue un gran éxito.

### Amor y compromiso

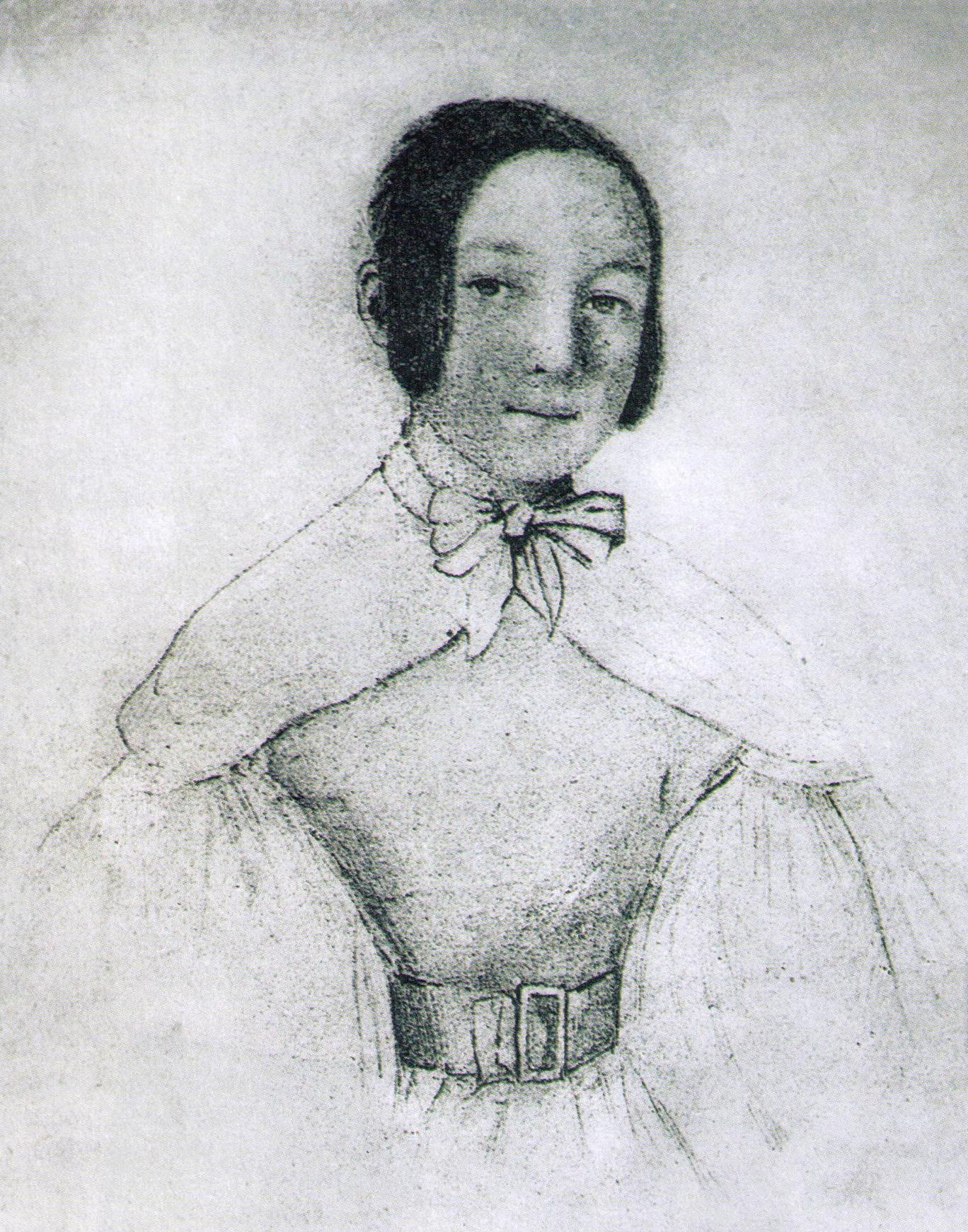
Chopin estuvo comprometido con Maria Wodzińska pero el matrimonio se vio truncado por el precario estado de salud del compositor polaco.

En el invierno de 1835, se sintió tan mal, que creyó que se moría; de hecho, en ese momento, escribió el primer borrador de su testamento, estaba tan afligido, que incluso llegó a pensar en suicidarse.
En la primavera de 1836, su enfermedad volvió a manifestarse con énfasis, aunque sus malestares no le impidieron solicitar —y obtener— la mano de Maria Wodzińska, una adolescente de 17 años de la que se había enamorado. El compromiso fue mantenido en secreto. Posteriormente, y al conocer la enfermedad que padecía el músico, la familia Wodzińska declinó el compromiso.
Más tarde, se trasladó de nuevo a Leipzig para encontrarse con Schumann, y tocar ante él fragmentos de su Balada n.º 2 y varios estudios, nocturnos y mazurcas.
Al regresar a París, fue abandonando poco a poco las salas de concierto para concentrarse en la composición. De ahí en adelante, quienes deseaban escucharlo debían hacerlo en el ámbito semipúblico de su estudio. Daba aproximadamente cinco clases de piano diarias a diferentes jóvenes adinerados, pero nunca pudo ocultar su aburrimiento y su desdén por estos niños sin talento, que estudiaban piano sólo porque sus padres disponían de dinero para pagar a un gran maestro.
Durante ese año completó la Balada Op. 23 (cuyos primeros esbozos había presentado a Schumann) y los dos Nocturnos Op. 27.

### George Sand

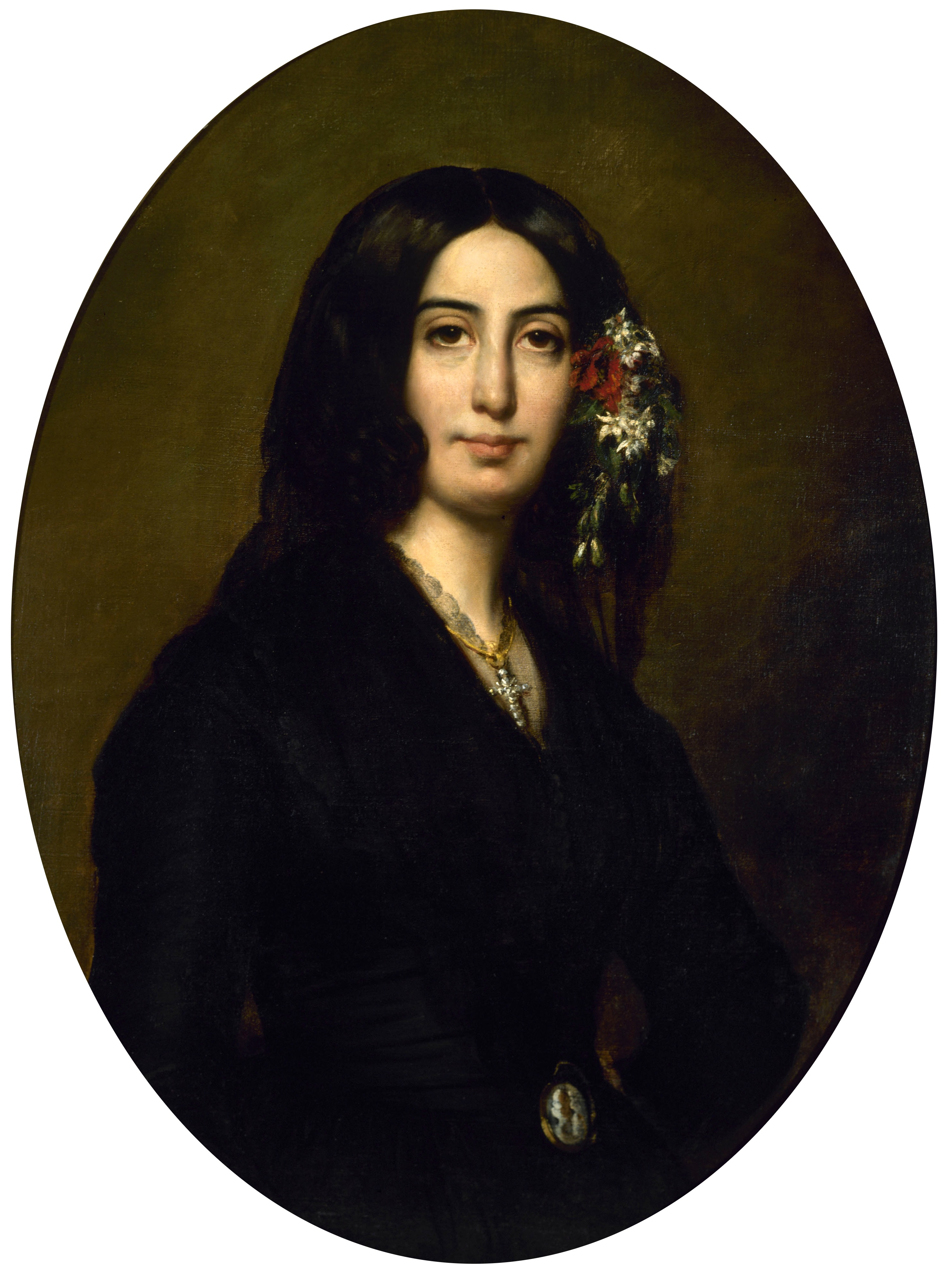
George Sand, por Auguste Charpentier, 1838.

A finales de octubre de 1836, Frédéric fue invitado por Franz Liszt y Marie d'Agoult a una reunión de amigos en el Hôtel de France y fue acompañado por Ferdinand Hiller. Al encuentro también acudió la baronesa Dudevant, más bien conocida por su pseudónimo de George Sand, acompañada por sus hijos y madame Marliani. Cuando fueron presentados por Liszt, Sand murmuró al oído de madame Marliani: «Ese señor Chopin, ¿es una niña?». Chopin le comentó a Hiller saliendo del hotel: «¡Qué antipática es esa Sand! ¿Es una mujer? Estoy por dudarlo».
Durante ese verano, el músico viajó a Londres; asimismo, estuvo trabajando en los Estudios Op. 25, las Mazurcas Op. 30, el Scherzo Op. 31 y los Nocturnos Op. 32. A su regreso volvieron a encontrarse, esta vez en una reunión de amigos en casa de Chopin, a la que Sand acudió intencionalmente ataviada a la polaca, y escuchó subyugada al dúo de Liszt y Chopin.
Vencidas las resistencias iniciales e instalada la pareja en verano de 1838, esta duró aproximadamente ocho años, en los que la pasión pronto dio lugar a la amistad (en una carta dirigida por Sand a Wojciech Grzymała, el 12 de mayo de 1847, se lee: «Hace siete años que vivo como una virgen. Con él y con los otros».) y en la que hubo un intercambio de bienes mutuo, George Sand brindó apoyo y protección a la frágil situación de Chopin -tanto física como económica- en tanto que Chopin para Sand fue una figura pacificadora en una etapa para ella difícil de crecimiento de sus hijos.
Comenzaron su vida de pareja instalados en París, en viviendas contiguas, Sand con sus niños. Después de la aventura de Valldemosa, comenzaron a pasar la mitad del año en Nohant, la finca de George Sand, en Berry. En octubre de ese año completó sus Estudios Op. 25 —que dedicó a la condesa d'Agoult— y, un mes más tarde, el Trío de la Marcha fúnebre (que posteriormente pasaría a formar parte de la Sonata Op. 35) para la noche del aniversario de los alzamientos polacos de 1830.
Las numerosas presentaciones públicas retornaron por sus fueros en 1838: un concierto en las Tullerías —la corte de Luis Felipe I de Francia—, otro en los salones del papa, y un tercero, privado, en la casa del duque de Orleans. Los mejores nombres de la cultura francesa se convirtieron en amigos personales de Chopin: Victor Hugo, el pintor Eugène Delacroix, y muchos otros que lo habían conocido y apreciado gracias a sus recitales.

### Mallorca

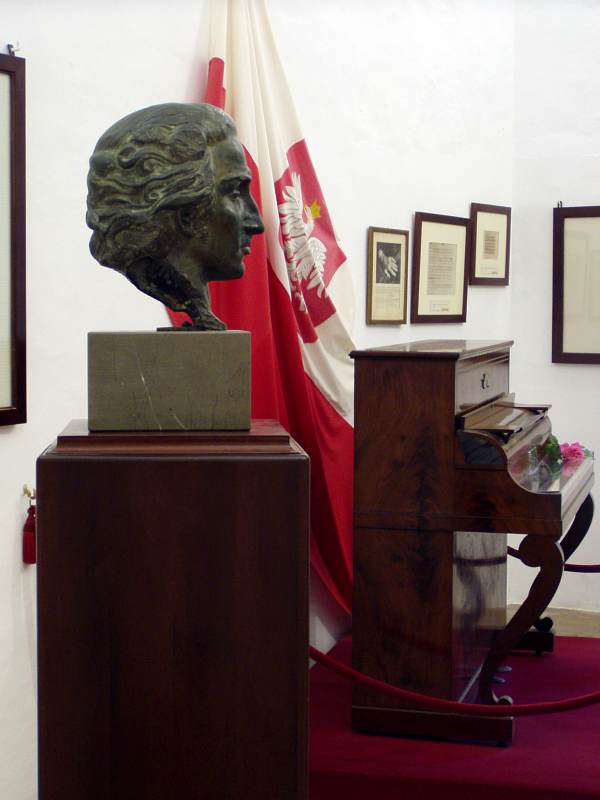
Busto de Chopin en la Cartuja de Valldemosa, junto al piano Pleyel que utilizó.

Al aproximarse el invierno de 1838 su salud se había resentido y su médico le aconsejó el clima saludable de las islas Baleares para mejorarse. Así, el compositor, Sand y los dos niños de ella viajaron a Barcelona, donde se embarcaron en el paquebote El mallorquín, que los dejaría poco después en Mallorca.
Allí pasaron el invierno y compuso la mayor parte de sus veinticuatro Preludios op. 28. En la isla, se confirmó el diagnóstico de su enfermedad: el joven músico había contraído tuberculosis. Dicha enfermedad, catalogada como altamente contagiosa, no afectó en absoluto a la escritora y sus hijos, dato este que ha hecho replantearse a algunos expertos el diagnóstico. La posibilidad de que Chopin padeciese entonces algún otro tipo de afección degenerativa de las vías respiratorias no catalogada hasta entonces cobra desde hace unas décadas más fuerza.[cita requerida]
Lo que se suponía un viaje de placer, salud y creación, se convirtió en un desastre: el invierno que se abatió sobre las islas ese año fue lluvioso sin interrupción. La constante humedad no hizo sino empeorar la condición de sus pulmones. En la Cartuja de Valldemosa, Sand lo atendió en su dolencia mientras el maestro esperaba la llegada de un piano francés Pleyel desde París. Tras varias complicaciones en el transporte del instrumento, fue instalado en el monasterio de la Cartuja de Valldemosa, en la celda que Chopin y George Sand tenían alquilada. La misma celda que habitaron desde el 15 de diciembre de 1838 hasta su precipitada salida de Valldemosa, el día 12 de febrero de 1839, víspera de su partida definitiva de la isla de Mallorca a causa de un agravamiento de la dolencia respiratoria del compositor. El instrumento era propiedad del fabricante, monsier Camille Pleyel, pues había sido enviado para que el maestro pudiese trabajar en condiciones, y se convirtió, en el momento de la mencionada partida, en un inconveniente más para la pareja de artistas, ya que era difícil de transportar y probablemente las tasas aduaneras de salida fueran tan elevadas como lo fueron las de entrada en la isla. Por todo ello la escritora sondeó la posibilidad de su venta en la misma isla. Finalmente en la víspera del regreso al continente, el matrimonio formado por Bazile Canut y Hélène Choussat de Canut, banqueros de Palma, decidieron comprometerse a adquirir el piano y a hacer efectivo su pago a monsier Pleyel, liberando así a Chopin y Sand de esta carga.
Así pues, el 13 de febrero embarcaron de vuelta a Barcelona, donde Chopin pasó una semana convaleciente bajo los cuidados del médico del vapor de guerra francés «Méléagre». Tras ocho días de reposo, se trasladaron hasta Marsella, donde esperaba el médico personal del músico, el doctor Cauvières. Cuando terminó de revisar los Preludios, se los envió a su amigo Pleyel para que los publicara a cambio de 1500 francos.

### París de nuevo

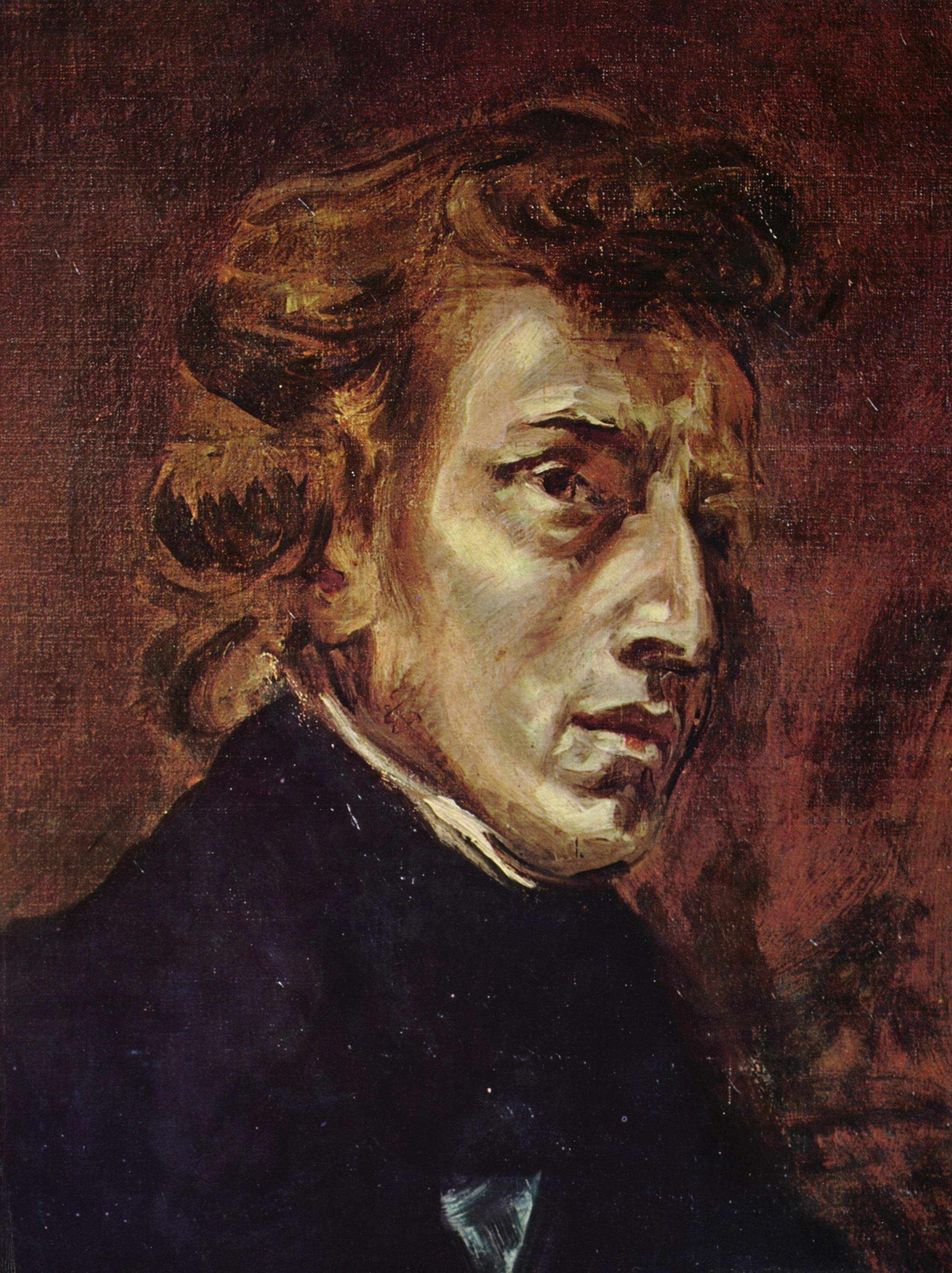
Frédéric Chopin, retrato (inacabado, de 1838), por Eugène Delacroix.

Pese al tiempo invertido en la enseñanza, en 1840 publicó la Sonata Op. 35, el Impromptu Op. 36, los Nocturnos Op. 37, la Balada Op. 38, el Scherzo Op. 39, las Polonesas Op. 40, las Mazurcas Op. 41 y el Vals Op. 42. El año siguiente terminó la Polonesa Op. 44, el Preludio en do sostenido menor Op. 45, el Allegro de concierto Op. 46, la Balada Op. 47 y los Nocturnos Op. 48. En 1841, completó además la Fantasía en fa menor Op. 49, y comenzó la composición de las Mazurcas Op. 50.
En 1842, Frédéric estrenó su Balada Op. 52, la Polonesa Op. 53, el Scherzo Op. 54, el Impromptu Op. 51 y las Mazurcas Op. 56, en las que había comenzado a trabajar el año anterior. Su fama, ya grande en los países occidentales, se volvió enorme en su Polonia natal, cosechando excelentes críticas y comentarios de la prensa y el público. El poeta Heinrich Heine escribía en Lutece: «Chopin es un gran poeta de la música, un artista tan genial que sólo puede compararse con Mozart, Beethoven, Rossini y Berlioz».
En el verano de 1843, Chopin y Sand descansaron en Nohant, donde Frédéric concluyó los Nocturnos Op. 55 y las Mazurcas Op. 56, comenzando la composición de la Sonata en si menor, Op. 58, que posiblemente completara en el otoño siguiente.
Hacia 1845, su salud comenzó nuevamente a deteriorarse, pautando el proceso de debilitamiento que finalmente lo conduciría a la muerte. Obligado a dar varios recitales en París, recibió y escribió numerosas cartas de y para sus amigos Delacroix y Adam Mickiewicz, al tiempo que componía las Mazurcas Op. 59, comenzaba la Sonata para violonchelo y piano Op. 65 y terminaba la Polonesa-fantasía, op. 61.

### El principio del fin
Un largo, caluroso y tormentoso verano marcó la última estadía de Chopin en Nohant (1846): compuso los Nocturnos Op. 62, concluyó la Sonata para cello y dio los toques finales a las Mazurcas Op. 63.
Desde finales de 1845 y durante el año 46, comienza a tensarse la situación afectiva del compositor, por diversos motivos. Los hijos de Sand ya no son niños, son jóvenes que viven situaciones complicadas: de índole afectiva —preferencias de Sand hacia Maurice y celos reactivos de Solange— y sentimental, cada uno en su búsqueda de pareja. Chopin en medio de este hervidero de pasiones vive la incómoda situación de no ser el padre ni de haber formado una pareja legal con Sand (lo cual puede resentir a Maurice).
Lucrezia Floriani, el fin del amor
A todo esto se le suma la última novela de George Sand Lucrezia Floriani, en la que ella y Chopin aparecen descritos de modo transparente en la figura de sus protagonistas: Lucrezia y Karol, y en la cual Lucrezia, famosa actriz italiana se ha retirado al campo para criar a sus hijos, conoce a un adolescente dulce y sensible, que se enamora de ella y comienza un romance en el que Lucrezia cuida a Karol como un «gatito enfermo» y sufre por el difícil carácter de Karol, que padece celotipia.
Una noche, Sand lee su novela a Chopin y Delacroix, Chopin finge no reconocerse en Karol, pero Delacroix confiará a Mme. Jouvert: «¡Pasé tormentos durante esa lectura! El verdugo y la víctima me asombraban por igual (...) A medianoche nos retiramos juntos (...) aproveché la ocasión para sondear sus impresiones. ¿Representaba un papel conmigo? No, en verdad no había entendido...».
«Nadie, en el círculo de amistades de los dos amantes, dudó ni un solo instante de la realidad de esa presunta ficción. Ni Liszt, ni Balzac, ni Leroux, ni Mme Marliani, ni Marie de Rozières, ni Heine (éste escribe a su amigo Laube: «Ella maltrató escandalosamente a mi amigo Chopin en una novela detestable, divinamente escrita»).

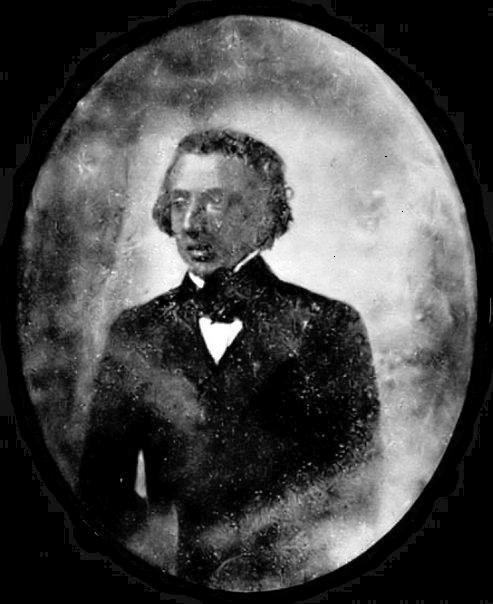
Daguerrotipo de Chopin en 1846 o 1847, que se exhibe en la Fryderyk Chopin Society (Varsovia).

Sand niega ninguna relación, entre ellos y los protagonistas, cuando se la interpela. Pero Chopin, dos años más tarde, en una carta que escribe desde Escocia, dejará traslucir que adivinó perfectamente la maniobra de su amante: «Nunca maldije a nadie, pero ahora me siento tan harto que me sentiría mejor si pudiera maldecir a Lucrezia...».
El disparador del fin es la complicada situación generada por el casamiento de Solange con Auguste Clésinger, como Sand prohíbe a Chopin mencionarla siquiera si quiere volver a Nohant, Chopin nunca volverá.
Antes de su partida hacia Londres, Chopin escribe a su hermana Luisa (Ludwika) en Varsovia respecto a Sand, luego del alejamiento de Solange:
«... trata de olvidar, de aturdirse como le sea posible. Solo despertará cuando su corazón hoy dominado por la cabeza le produzca demasiado dolor (...) Que Dios la guíe y la proteja, pues no sabe distinguir entre un afecto verdadero y una adulación (...) Ocho años de una vida en cierto modo ya arreglada eran demasiados años. Dios ha permitido que durante esos años crecieran sus hijos. Si no hubiese sido por mí, hace tiempo que su hijo y su hija ya no estarían con ella, sino en casa de su padre. (...) Entre nosotros, solo ocurre que ya no nos vemos desde hace tiempo, sin que haya habido entre nosotros ninguna batalla, ninguna escena. Y no he ido a su casa porque ella me ha impuesto como condición la de guardar silencio acerca de su hija».
Gavoty reflexiona sobre el carácter de Chopin: «Por primera vez, quizá, Sand acaba de chocar —sin gritos y sin dramas— con alguien que le hace frente: y ese alguien es ese silfo transparente, el pálido Karol, el fantoche a quien llamaba con una ternura un tanto apiadada, "Chip" o "Chipette". El carácter, la virilidad fundamental, la nobleza de Chopin, aparecen al final de una aventura que había unido —creía ingenuamente Sand— a una mujer fuerte, irreprochable, infalible, y un artista vacilante, manejable, dispuesto a aceptarlo todo (...) Una vez más, la psicología de la amazona de Berry es defectuosa».

### El canto del cisne

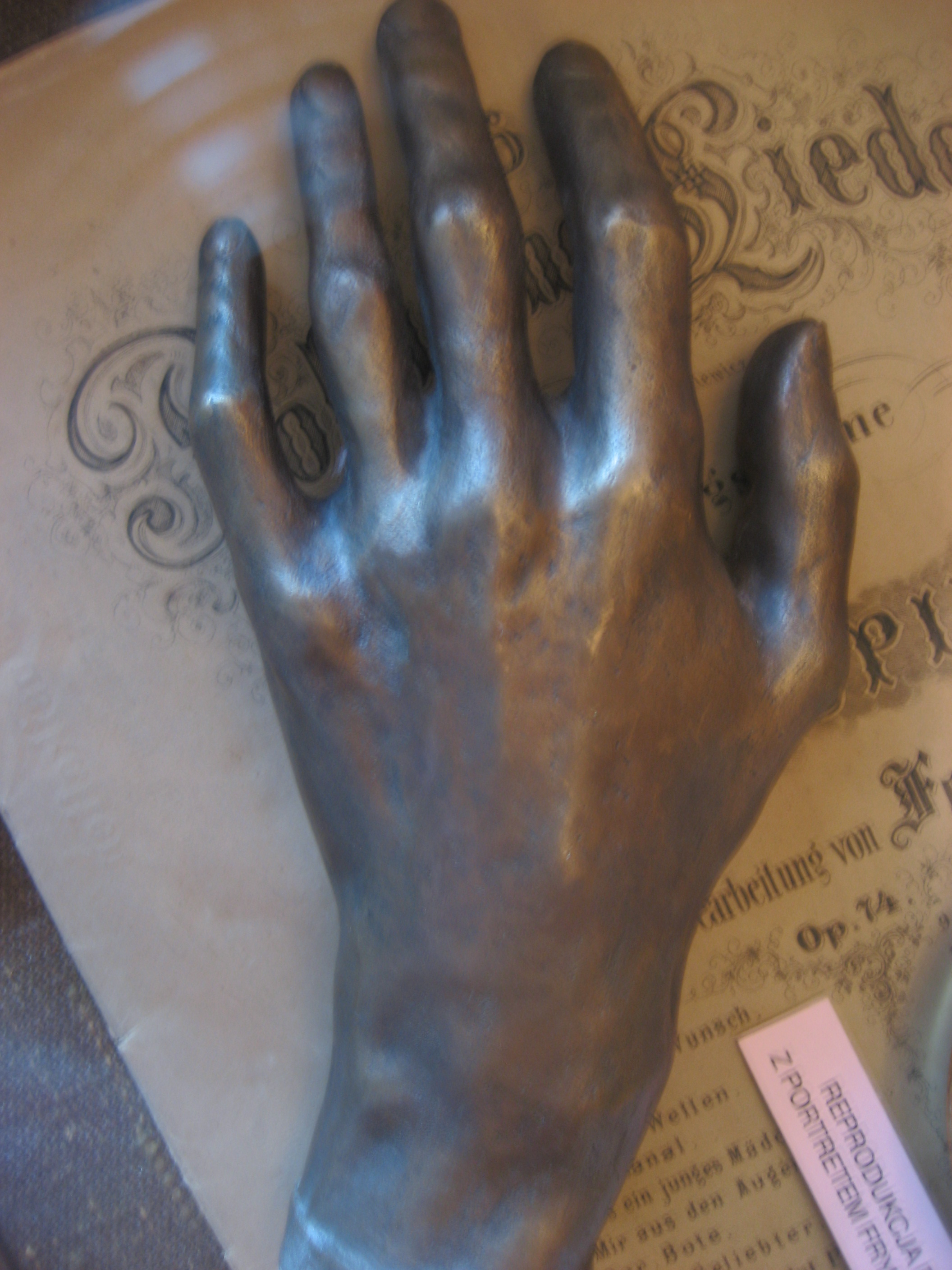
Molde póstumo de la mano izquierda de Chopin.

El 16 de febrero de 1848, ante una sala repleta —con entradas difíciles de conseguir y vendidas mucho antes— Chopin ofrece su último concierto parisino. Un concierto largo que para él fue el canto del cisne: tuvo en el entreacto un síncope en el vestíbulo. Aun cuando dio algunos conciertos en Londres, ninguno sería como este en la comunión que hubo con el público presente.
Un largo elogio mereció del Gazette musicale del 20 de septiembre que comenzaba «Un concierto del Ariel de los pianistas es algo demasiado raro...(...) Sólo diremos que el encantamiento no cesó de actuar un solo instante sobre el auditorio, y que duraba cuando el concierto ya había terminado.»
Chopin escribe a Solange el 17 de febrero: «París está enfermo...». Seis días más tarde estalla la insurrección, la Revolución de febrero de 1848.
Privado de las benéficas estadías en Nohant la salud de Chopin empeoró, la resolución de viajar a Londres fue poco meditada, viaja alentado por Jane Stirling quien representará sin quererlo el funesto papel de ángel de la muerte. Esta escocesa de 44 años, enamorada de Chopin o de su música, pretende llevarlo al matrimonio con su insistencia, ya que ella es muy rica y Chopin, aún enfermo, debe dar lección tras lección para vivir. Chopin escribe a un amigo al respecto «Preferiría desposarme con la muerte», y a su amigo Wojciech Grzymała le precisa que aún si se enamorase no se casaría en estas condiciones, «las que son ricas buscan a los ricos, y si encuentran a uno que sea pobre será preciso que no sea, por añadidura enfermo...».
Con un poco de dinero del concierto del 16 llega a Londres el 21 de abril, adonde Jane Stirling y su hermana, la señora Erskine le han alquilado un departamento.
Desde Londres escribe Chopin:
«Aquí la música es una profesión, no un arte. Tocan excentricidades y las presentan como obras de belleza total; interesarlos en cosas serias es una locura. La burguesía exige lo extraordinario y la mecánica. El gran mundo escucha demasiada música para prestarle una atención seria. Lady X..., una de las más grandes damas de Londres, en cuyo castillo pasé unos días, es considerada una música. Una noche que yo había tocado, le llevaron una especie de acordeón, y se puso muy seriamente a ejecutar en él los aires más horribles. Todas estas criaturas están un poco chifladas. Las que conocen mis composiciones me dicen: "tocadme vuestro segundo suspiro"... "me gustan mucho vuestras campanas"... Lo único que se les ocurre decirme es que "mi música fluye como el agua"... Ayer la anciana Rothschild me preguntó cuánto cuesto. Como había pedido veinte guineas a la duquesa de Sutherland, le respondí: veinte guineas. La buena mujer me dijo entonces que, en efecto, toco muy bien, aunque me aconsejó que no pidiera tanto, porque en esta season hace falta más "moderation"...».
El alquiler de su departamento en Londres cuesta a Chopin 26 guineas mensuales; al cabo de dos meses de permanencia en el país, Chopin se quejará de la racanería y falta de amor sincero por el arte de los grandes señores.
Vuelve a dar clases, cinco alumnos hacia finales de mayo.
Breves fragmentos de cartas que Chopin escribe desde Gran Bretaña que no dejan duda de la infelicidad que lo acompaña en forma casi permanente —con breves periodos de paz y alegría cuando para en lo de sus amigos (polacos)—.
«A pesar del clima, quieren retenerme en Londres. En cuanto a mí, querría otra cosa, ¿pero qué?... Si ese Londres fuera menos negro... si la gente fuera menos pesada, si no existieran esa bruma ni ese polvo de carbón, me dedicaría a aprender el inglés. ¡Pero los ingleses son tan distintos de los franceses a los que me he apegado como a los míos propios...!».
Desde Escocia a Marie de Rozières...
«muchas personas me atormentan aquí para que toque, y acepto por cortesía. Pero siempre toco con una nueva pena, jurándome que no volverán a obligarme pues me encuentro entre el enervamiento y el abatimiento».
¿Por qué ya no componéis?, le preguntaban sus anfitriones y amigos...
«En verdad —escribía él a Franchomme— no tengo en la cabeza una sola idea musical; ya no estoy para nada en mi elemento. Me siento como un asno en un baile de máscaras, o como una cuerda de violín en un bajo de viola... Estoy aturdido, no me siento a gusto...».
«Veo montañas y lagos, y un parque encantador; en una palabra, un espectáculo de los más renombrados en Escocia. Sin embargo, solo veo algo de eso cuando a la bruma le place ceder unos minutos ante un sol no muy combativo. Y todas las semanas me arrastro a otro lugar. ¿Qué decir del aburrimiento mortal de las veladas, a lo largo de las cuales jadeo esforzándome por mantener un buen semblante, por fingir algún interés por las tonterías que se intercambian de poltrona a poltrona? Por todas partes excelentes pianos, hermosos cuadros, bibliotecas selectas, canapés, perros, cenas de nunca acabar, diluvio de duques, condes, barones. ¿Es posible aburrirse tanto como yo me aburro?».
«Aparento estar alegre, especialmente cuando me encuentro entre compatriotas, pero llevo algo en mí que me mata, pálpitos sombríos, intranquilidad, insomnio, nostalgia, indiferencia por todo; en un momento alegría de vivir, pero en seguida deseo de muerte, apatía, congelación, ausencia de espíritu y a veces recuerdos demasiado claros me martirizan».
Finalmente, desde Londres escribe a su amigo Grzymała:
«Tengo los nervios agotados y no puedo terminar esta carta. Padezco de una nostalgia estúpida; a despecho de mi resignación, no sé que hacer con mi persona y eso me atormenta... Ya no puedo estar triste o feliz; ya no siento realmente nada, vegeto, sencillamente, y espero con paciencia mi fin... ¡Ah, si pudiera saber que la enfermedad no me acabará aquí el próximo invierno!».
El 23 de noviembre de 1848 sale de Londres para regresar a París, adonde su amigo Grzymała le ha alquilado un departamento con vista al sur, más confortable que aquel que tenía al irse hacia Gran Bretaña, adonde pasará sus últimos meses.
Gavoty concluye este capítulo que ha titulado «Hacia las brumas de Escocia» de esta forma: «Así termina —lamentablemente— la aventura británica. En siete meses ha cambiado sesenta y una veces de domicilio, enfrentado a diferentes multitudes, ofrecido conciertos sin prestigio, perdido su tiempo, visto agravarse su estado de salud, y como premio de tantas fatigas no lleva a París ni un centavo. Seguro que su final está cercano, solo ignora la duración del tiempo que le queda».

### Fallecimiento
El comienzo del año 1849 encontró a Chopin demasiado débil como para enseñar. Solo fue capaz de visitar a su amigo Mickiewicz —tan enfermo como él—, tocar un poco el piano e improvisar algunos acordes. Al difundirse la noticia de que su estado empeoraba, gran parte de la sociedad parisina (incluyendo sus coterráneos residentes allí) quiso ir a visitarlo: alumnos, amigos, damas, todos aquellos que lo habían aplaudido cuando estaba frente al teclado quisieron verlo para decirle adiós. Uno de los más asiduos era el pintor Delacroix, que lo visitaba casi cada día para confortarlo y darle su aliento.
En ese lóbrego verano, trabajó en los borradores de su última pieza, la Mazurca en fa menor (publicada tras su muerte como Op. 68 n.º 4). Avisada del próximo final del genial compositor, su hermana Ludowika viajó desde Varsovia con su esposo e hija para verlo y atenderlo en su casa de la Place Vendôme 12. A pesar de que George Sand insistió en verlo, Ludowika le negó la entrada, aunque permitió que la hija de ella, Solange, pasara a visitarlo.

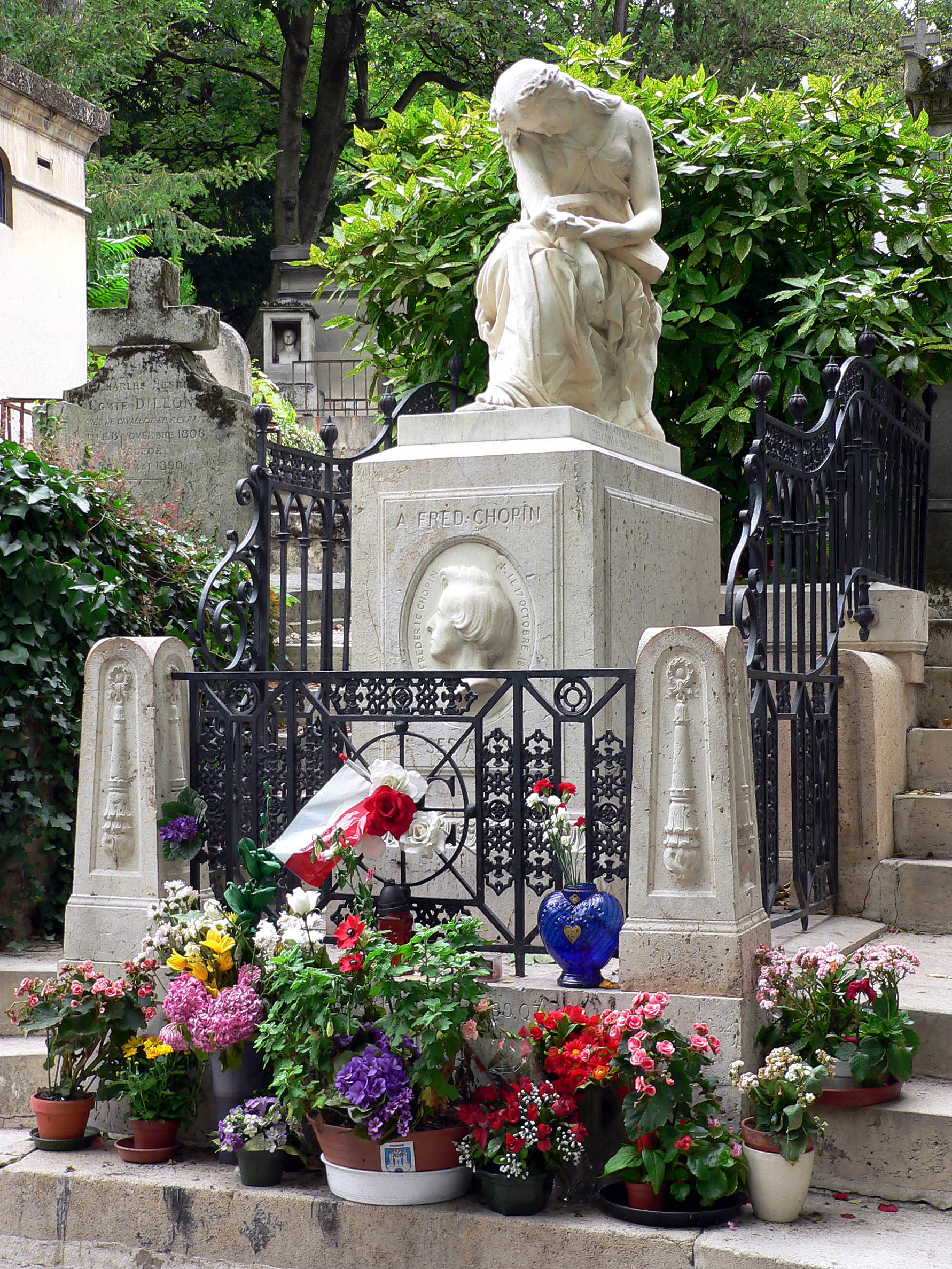
Tumba de Chopin en el Cementerio de Père-Lachaise de París.

Chopin sabía que se moría, pero, sorprendentemente, dijo a los circunstantes:

Encontraréis muchas partituras, más o menos dignas de mí. En nombre del amor que me tenéis, por favor, quemadlas todas excepto la primera parte de mi método para piano. El resto debe ser consumido por el fuego sin excepción, porque tengo demasiado respeto por mi público y no quiero que todas las piezas que no sean dignas de él anden circulando por mi culpa y bajo mi nombre.

Nadie hizo caso de dicha petición. Ya en plena agonía, tuvo aún la fuerza suficiente para otorgar a cada visitante un apretón de manos y una palabra amable. Falleció a las dos de la madrugada del 17 de octubre de 1849, a la edad de 39 años. En 2017, un estudio realizado por investigadores de la Academia Polaca de Ciencias reveló que la causa directa de muerte fue una pericarditis, una rara complicación de la tuberculosis crónica que padecía. Michael Witt señaló que:

No abrimos el frasco (...) pero por el estado del corazón podemos decir, con alta probabilidad, que Chopin sufrió de tuberculosis mientras que la complicación de la pericarditis fue probablemente la causa inmediata de su muerte.

El obituario publicado en los periódicos dice textualmente: «Fue miembro de la familia de Varsovia por nacionalidad, polaco por corazón y ciudadano del mundo por su talento, que hoy se ha ido de la tierra».
El solemne funeral de Frédéric Chopin se celebró en la iglesia de Santa Magdalena de París el día 30. En él, cumpliendo disposiciones de su testamento, se interpretaron sus Preludios en mi menor y en si menor, seguidos del Réquiem de Mozart. Más tarde, durante el entierro en el Cementerio de Père-Lachaise, se tocó la Marche funèbre de su Sonata Op. 35.
Aunque su cuerpo permanece en París, se obedeció la última voluntad del músico, extrayendo su corazón y depositándolo en la Iglesia de la Santa Cruz de Varsovia.

## Obra
Chopin representa un extraño caso entre los compositores intérpretes (en su caso, de piano) que ha alcanzado reputación como gran compositor. Su música de cámara y vocal es escasa y la orquestal comprende unas cuantas obras concertantes. En todas ellas, siempre hay un piano involucrado. Sus amigos y colegas lo animaron a abordar otros géneros; cuando el conde de Perthuis le animó a escribir un melodrama, el músico respondió: «Dejad que sea lo que debo ser, nada más que un compositor de piano, porque esto es lo único que sé hacer».

### Chopin y el piano
El piano alcanzó en el siglo XIX su máxima popularidad. Chopin había dejado completamente de lado al clavicémbalo y se adecuó perfectamente a la expresión individual del sentimiento, característica del Romanticismo. Los fabricantes perfeccionaban el instrumento mejorando su variedad de matices, la pureza y riqueza del timbre y las posibilidades sonoras.
Ante la posibilidad de que Chopin fuera un autodidacta del piano, Alfred Cortot afirmó que «nunca recibió lecciones de piano» y varios estudios sobre el músico enfatizan lo mismo: «un pianista sin maestros de piano». Lo cierto es que Chopin sí recibió lecciones de piano pero de músicos que no eran pianistas profesionales: Żywny era violinista y Elsner era compositor. Ambos le dieron las herramientas básicas y supervisaron sus primeros pasos, pero no encaminaron al joven hacia un método, escuela o estilo particular. Probablemente recibió lecciones irregulares de Wilhelm Würfel; si eso fuera cierto, éstas habrían sido las únicas clases de parte de un verdadero pianista. En todo caso, el adolescente Chopin era consciente de su estilo personal y de la necesidad de proseguir solo en la búsqueda de una técnica y un sonido propios, sin seguir ni imitar a nadie en particular. Rechazó asistir a las clases de piano cuando ingresó en el Conservatorio de Varsovia en 1826 y, después, al llegar a París en 1831, rechazó cortésmente una invitación para recibir clases de piano por Kalkbrenner, uno de los pianistas más notables y técnicos de su tiempo.
Fue tan importante para Chopin que necesitaba del instrumento para componer. Los primeros testimonios acerca del estilo de tocar de Chopin provienen de su primera gira, en Viena, donde se admiró «la extraordinaria delicadeza de su pulsación, una indescriptible perfección técnica, su completa gama de matices, fiel reflejo todo ello del más profundo sentimiento» (en el Allgemeine Musikalische Zeitung, 1829). Sin embargo, también se le criticó su poco volumen. Uno de los testimonios más destacados lo ofreció Robert Schumann en 1837, cuando escribió:

Imagínense que un arpa eólica tuviera todas las escalas y la mano de un artista las pulsara desordenadamente con toda clase de adornos fantásticos, de tal modo que siempre se oyera una fundamental más grave y una voz más aguda de forma suave y mantenida —así tendrán una imagen aproximada de su modo de tocar—.
NZFM, 1837

Por estos y otros comentarios, se sabe que la sonoridad de Chopin al piano era delicada; no impresionaba la fuerza ni el sonido, sino los matices y los contrastes. La falta de fuerza no se debió necesariamente a la enfermedad, como a veces se ha dicho; era parte de su propio estilo interpretativo. Por esa razón, el sonido de Chopin se avino muy bien a las veladas o soirées de la aristocracia; el músico prefirió presentarse en esos pequeños salones, con un breve y selecto auditorio, en donde era posible una singular comunión. Chopin no fue un concertista de piano (como Thalberg o Liszt), sino que fue un pianista-intérprete de sus propias obras, y llegó a tener una posición envidiable como tal. Tampoco era un ejecutante arrollador y teatral. Otra razón por la que quizás evitó los grandes auditorios fue su extraordinario nerviosismo para enfrentarlos. Liszt transcribió una confesión de su colega en su Autobiografía: «No tengo temple para dar conciertos: El público me intimida, me siento asfixiado, paralizado por sus miradas curiosas, mudo ante estas fisonomías desconocidas». También en una carta a su amigo Titus W. dice Chopin: «No sabes qué martirio son para mí los tres días anteriores al concierto».
Una de las características particulares de su toque y de sus obras fue el rubato (probablemente Schumann se refería a él cuando decía «desordenadamente [...]»). El mismo Chopin escribió sobre él:

La mano derecha puede desviarse del compás, pero la mano acompañante ha de tocar con apego a él. Imaginemos un árbol con sus ramas agitadas por el viento: el tronco es el compás inflexible, las hojas que se mueven son las inflexiones melódicas.

En las partituras de Chopin, el rubato está presente sobre todo en las partes en que se presentan valores irregulares o grupos de notas pequeñas (adornos). Según Chopin, estos no deben tocarse exactamente, sino con estilo y buen gusto. Quizás por ello, ésta y otras características de su música han llevado a varias interpretaciones afectadas, e incluso a partituras «editadas» por músicos que sin ningún respeto ni juicio crítico han realizado cambios en varios pasajes. Según testimonios de Moscheles y Müller, Chopin rechazó la exageración y el amaneramiento respecto al rubato y a otros aspectos interpretativos. El rigor y la sencillez fueron las constantes de su modo de tocar.
Partiendo de Johann Nepomuk Hummel y John Field, Chopin descubrió el verdadero potencial del piano para construir un mundo poético de melodía y color. Sus obras son de una naturaleza profundamente pianística: comprendió la capacidad del cantabile del instrumento, muy distinta del canto o del violín, como entonces se pretendía, «inventó» una nueva manera de tocar (dinámica, digitación) y exploró sus recursos tímbricos mediante la armonía, la extensión, la resonancia y el pedal. A medida que profundizó en ella, se aproximó a una sensibilidad más alucinada del sonido. Por ello, su trascendencia e influencia en la música para piano fue inmensa, hizo posible las investigaciones posteriores de Fauré, Debussy y Skriabin, o incluso las de Messiaen o Lutosławski, como ellos han reconocido.

### Chopin y el Romanticismo
La carrera de Chopin (desde 1831 en París hasta 1849) se desarrolla durante el Romanticismo, en su segundo periodo conocido como «Romanticismo pleno». Además de él, en Europa brillaban en aquellos años compositores como Berlioz, Paganini, Schumann, Mendelssohn, Meyerbeer y destacaban las primeras óperas de Verdi y Wagner.
Muchos rasgos de la vida de Chopin son símbolos del Romanticismo: su aire de misterio, su doloroso exilio, su inspiración atormentada, su refinamiento, incluso su temprana muerte por la tisis son temas románticos típicos. Sin embargo, es preciso notar que las biografías novelescas (también algunas películas) y las interpretaciones exageradas han terminado por falsificar la imagen del músico y su genio. De Candé ha dicho que «el mito con que se ha hecho víctima a su genio es el más tenaz y más nefasto de la historia de la música».
Otro aspecto romántico en Chopin es el hecho de que su sentimiento lírico termine por quebrantar siempre la realidad patente. «Rosas, claveles, plumas de escribir y un poco de lacre [...] y en ese instante ya no estoy en mí, sino, como siempre, en un espacio totalmente distinto y asombroso [...] aquellos espaces imaginaires» (Nohant, 1845). Su preferencia por las formas breves, sobre todo por la pieza de carácter (el nocturno, la balada) es típicamente romántica. También el recoger géneros clásicos o históricos para tratarlos en forma no convencional (la sonata, el concierto y el preludio). Y sobre todo, su marcado nacionalismo musical, manifestado en la adopción y estilización de formas procedentes de la música folclórica de Polonia como la polonesa y la mazurca, reivindicando el sentimiento patriótico, precisamente en tiempos de opresión rusa.
Indiscutiblemente, un romántico, hay otras características en él que colocan a Chopin en una posición singular. Por ejemplo, su preferencia por la aristocracia y la monarquía. Poseedor de una gran cultura literaria, sus formas son, sin embargo, abstractas y libres de referencias de esa índole, a diferencia de Robert Schumann o Liszt, por ejemplo (Kreisleriana o Años de Peregrinaje). Los títulos que se les han aplicado («Revolucionario», «La gota de agua») no le pertenecen. Chopin evitaba que se buscasen referencias extramusicales en sus obras —en este sentido puede comparársele a Brahms—, de hecho, todas sus obras llevan títulos genéricos (sonata, concierto, polonesa, preludio...). Su música es pura, como la de Mozart. Por ello, no sorprende que su enfado fuera mayúsculo al ver publicados por Wessel (editor inglés) sus Nocturnos Op. 9 como «Los murmullos del Sena», los Nocturnos Op. 15 como «Los zafiros» o el Scherzo Op. 20 como «El banquete infernal». Esta situación se mantuvo, sobre todo en Inglaterra, hasta bien entrado el siglo XX.
También es conocida su indiferencia por la música de sus contemporáneos (incluso por Beethoven y Schubert). Manifestó, en cambio, su admiración y constante inspiración en Bach, Scarlatti y Mozart, y también la escuela clavecínistica francesa (Chopin es, según Wanda Landowska, «un Couperin teñido de Romanticismo»).
En cambio, Chopin siempre mostró un gran interés por la ópera de su tiempo, sobre todo por el bel canto italiano (Rossini y su amigo Bellini). Aunque su maestro Józef Ksawery Elsner vio en él al creador de la ópera polaca y lo estimulara en tal propósito, no compuso nada relacionado con ella. Sin embargo, el melodismo italiano para él fue una importante fuente que le permitió «descubrir los secretos de la melodía verdaderamente cantable, y realzada por la técnica del bel canto» (Bal y Gay). Chopin empleó frecuentemente la textura tradicional de la melodía acompañada, como Mozart. Otra importante fuente de su melodismo fue el folclore de su patria. Sus melodías son animadas, emotivas y de una perfecta elegancia, conocía admirablemente los secretos de la constitución melódica.
Chopin jugó un rol muy importante en el desarrollo de la armonía en el siglo XIX. Poseía un genio extraordinario e innovador para ella, que se revela en su riqueza, su ritmo armónico, sus modulaciones y sus sutiles cromatismos, anticipándose en medio siglo a sus contemporáneos. Por ello encontró cierta oposición entre los músicos más conservadores. Sigismund Thalberg dijo una vez: «Lo peor de Chopin es que a veces uno no sabe cuándo su música está bien o está mal».
A veces se ha considerado a Chopin un músico «plano», que mantuvo un único estilo desde la madurez artística que alcanzó por el tiempo en que salió de Varsovia (1830), sin etapas marcadas o una línea evolutiva como sucede en otros compositores. Sin embargo, se distingue en él un último periodo creativo o «estilo tardío», en el que el dramatismo y los efectos violentos ceden su paso a la gran concentración, la moderación del gesto y un lirismo más profundo. A él pertenecen el Scherzo n.º 4, la Sonata n.º 3, la Balada n.º 4, la Barcarola, la Polonesa-fantasía, los Nocturnos Op. 55 y 62 y la Sonata para violonchelo. Estas obras revelan la búsqueda de nuevos moldes formales, armónicos y sonoros. Lo que hubieran sido sus posteriores composiciones es sólo conjetura.

### Composiciones

#### Obras concertantes
Las únicas obras de Chopin que incluyen orquesta son de carácter concertante: piano y orquesta. Significativamente, estas seis composiciones pertenecen prácticamente al periodo inicial de su carrera en Varsovia, cuando estudiaba con Elsner entre 1827 y 1831, el año en que llegó a París. La primera fue Variaciones sobre un tema de Don Giovanni Op. 2, que recibió el célebre elogio de Schumann. Hay tres obras inspiradas en el folclore polaco y finalmente dos conciertos para piano: el Concierto para piano y orquesta n.º 2 Op. 21 en fa menor (1829-30) y el Concierto para piano y orquesta n.º 1 Op. 11 en mi menor (1830).
Ambos son obras clásicas del repertorio internacional. Destaca en ellos la originalidad de su forma, que rechaza el sonatismo convencional, reemplazándolo por la idea de la segmentación. También la brillantez y expresividad de la parte pianística y la gracia y suprema elegancia, basada en la aristocracia natural del gesto, que toma distancia de la fogosidad romántica y que más bien recupera una nueva dimensión del Clasicismo. Los movimientos lentos recuerdan los futuros nocturnos. El Larghetto del Op. 21 lo compuso inspirado en su amor adolescente por Konstancja Gladkowska; sobre el Romance del Op. 11, Chopin escribió a Tytus W.: «Es como soñar despierto en una hermosa noche de primavera a la luz de la luna [...] De ahí también el acompañamiento con sordina». Los movimientos finales tienen un carácter danzable: uno de los temas del Allegro vivace del Op. 21 es una mazurca, y el Vivace del Op. 11 ha sido considerado una polca o un krakowiak. Schumann vio una continuidad beethoveniana en estos conciertos que ha sido luego refutada: «Así como Hummel difundió el estilo de Mozart, Chopin llevó el espíritu beethoveniano a la sala de conciertos» (1835).
Varios han criticado la «mala» orquestación de estas composiciones, entre ellos Berlioz, Hoy se considera que el modelo de estos conciertos no es el beethoveniano ni el de Mozart, sino las obras de Johann Nepomuk Hummel, Friedrich Kalkbrenner, Ferdinand Hiller o Sigismund Thalberg. En las obras concertantes de estos compositores contemporáneos, el piano tenía un papel absolutamente dominante y protagonista, mientras que la orquesta pasaba a un segundo plano, limitándose a hacer la exposición inicial del material musical y a subrayar ciertos momentos expresivos del solista. Por ello, la debilidad de la orquestación era un propósito y no resultado de una incapacidad. Se han realizado otras orquestaciones de estos conciertos: por Tausig, Burgmeister, Messager y Klindworth, pero es significativo que las versiones más interpretadas sean las originales, pues se considera que las nuevas versiones no han mejorado mucho la situación.

#### Música polaca: polonesas, mazurcas y otros
Iniciando su carrera simbólicamente bajo la impronta del folclore polaco, la primera composición de Chopin (a los siete años) fue la Polonesa en sol menor (encontrada y reeditada en 1946). Sin embargo, esta obra, junto a sus primeras polonesas, tiene más de calco de la música «folclórica» de autor de Karol Kurpiński, Meyseder, Oginski, Karol Lipiński y Józef Ksawery Elsner, entre otros. Hacía un siglo que la polonesa, la popular danza polaca, se había convertido dentro de la música clásica instrumental en una lenta y galante danza convencional más, con un singular pie rítmico. Pronto, en sus vacaciones veraniegas, el adolescente Chopin conocería la naturaleza de la verdadera polonesa en las festividades campesinas, donde bailó, transcribió melodías e incluso llegó a tocar instrumentos folclóricos: su asimilación del folclore no fue superficial. Así, en su madurez sus polonesas recogieron el vigor rítmico y el espíritu caballeresco y heroico de su país, lleno de audaces armonías y bajo una brillante y emotiva escritura pianística. Destacan sobre todo las polonesas en la bemol (Op. 53), en fa sostenido menor (Op. 44) y la Gran Polonesa Brillante para piano y orquesta Op. 22, precedida de un Andante spianato.
Lo mismo ocurrió con sus mazurcas. Sin embargo, en ellas son más evidentes la impregnación de los ritmos, las armonías, las formas y los rasgos melódicos de la música popular polaca: emplea recursos «exóticos», como los bordones de quinta y las escalas modales tradicionales de su país (por ejemplo, la típica cuarta aumentada «lidia»). Hizo muy poco uso de temas folclóricos reales: creó un «folclore imaginario» como lo hizo después Béla Bartók. Sus cerca de 60 mazurcas las escribió a lo largo de toda su vida, recurriendo a ellas para convertirlas —en su brevedad— en instrumentos de verificación del yo musical, para captar diversos problemas composicionales y estados de ánimo. Representan un microcosmos musical en sí mismas que son un muestrario completo de su estilo único. Cerrando simbólicamente su carrera, su última obra fue la Mazurca en fa menor Op. 68 n.º 4. Otras obras basadas en el folclore fueron el Krakowiak (en su Gran rondó de concierto, Op. 14) y el kujawiak en su temprana Fantasía sobre aires polacos, Op. 13.
Sin embargo, la influencia de la música polaca no se limitó a estos dos géneros musicales. Las características del folclore invadieron todos sus parámetros musicales. Friedrich Nietzsche destacó en Chopin la esencia eslava como energía liberadora (de la influencia alemana), junto a la superación de la esfera étnica con la elegancia suprema del gesto cosmopolita, del ideal clásico de belleza. Según el filósofo, todo ello le permitió a Chopin liberarse de las inclinaciones hacia lo que es feo, oscuro, pequeño burgués, grosero o pedante. En su dolorosa situación de exiliado, acudió como los artistas populares a las fuentes populares para expresar la afirmación de su pueblo en peligro: ya lo decía Schumann cuando hablaba de «cañones entre las flores» o como dijo Paderewski, Chopin fue «un "contrabandista" que hacía salir de sus pentagramas la música que representaba la libertad y esencia de su patria».
Las únicas composiciones vocales conservadas de Chopin son los Cantos Polacos Op. 74 más otras sin número de opus. Son canciones para voz y piano, al estilo del lied, basados en poemas de compatriotas suyos (Stefan Witwicki, Adam Mickiewicz, Bohdan Zaleski, Zygmunt Krasiński, Ludwik Osinski, Wincenty Pol y Ignacy Maciejowski), que generalmente fueron compuestas para ocasiones particulares (eventos sociales o de emigrados). Son consideradas obras menores, de escasa o nula trascendencia en la historia del lied. En ellas hace uso de un lenguaje menos sofisticado, un estilo más simple y de naturaleza ligera. Sin embargo, poseen las características «polacas» de la música del compositor. Como hizo con varias obras vocales ajenas (además de orquestales y escénicas), Liszt arregló estas canciones para piano solo (por ejemplo, Zyczenie (La plegaria de una doncella) Op. 74 n.º 1).

#### Valses y otras danzas
Además de las polonesas y las mazurcas, Chopin compuso obras basadas en otras danzas. Al igual que aquellas, estas piezas no son precisamente música para bailar, sino una estilización, «música de salón» (como buena parte de la producción de Chopin), escrita para tocar en los salones, aunando el impulso rítmico, la expresión y el brillo instrumental. Entre estas obras se encuentran Bolero Op. 19, Tarantela Op. 43, Eccosaises Op. 72 n.º 3-5 y Barcarola Op. 60, entre otras. También escribió dos marchas fúnebres: la temprana Op. 72 n.º 2 y la famosísima que animaría después a Chopin a completar la Sonata n.º 2. Empero, las más conocidas son los valses.
En esa época, el vals era el baile vienés que comenzaba a hacer furor en los salones de Europa, gracias sobre todo a Josef Lanner y Johann Strauss (padre). Schubert o Weber compusieron valses (para piano) en este estilo. Sin embargo, la mayoría de los valses chopinianos están lejos de ese carácter. Para Mendelssohn, estos no tenían de vals más que el nombre. Quizás no deba buscarse en estos lo danzable, pues parecen transmitirnos sugestiones que no aluden directamente al baile, sino al recuerdo personal que le dejó el ambiente (evocación que hace recordar el origen de La Valse de Ravel). Robert Schumann dijo: «Cada vals de Chopin es un breve poema en el que imaginamos al músico echar una mirada hacia las parejas que bailan, pensando en cosas más profundas que el baile». Es significativo que dos de sus valses estén dedicados a sus primeros dos amores: el Op. 70 n.º 3, dedicado a Konstancja, o el Op. 69 n.º 1, el Vals del adiós dedicado a Maria. Además de ser una declaración amorosa, se hallan expresadas en estas obras la ligereza como en el Op. 64 n.º 1 (el llamado Vals del minuto) o la melancolía del Vals du regret (Op. 34 n.º 2), además del vals brillante (Op. 18). Por otro lado, para reconsiderar la etérea cualidad bailable de esta música, es muy sugerente el ballet Las Sílfides, íntegramente compuesto en orquestaciones de obras de Chopin (entre ellas algunos valses).
En la primavera de 2024, Robinsson McClellan encontró, en la Biblioteca y Museo Morgan de Manhattan, un manuscrito de un vals de Chopin que todavía no se había descubierto. Después de someterlo a pruebas al papel y la tinta del manuscrito y analizar su escritura y su estilo musical, confirmaron que era un vals desconocido. Datan su escritura entre 1830 y 1835 y tiene unos 80 segundos de duración.

#### Otras obras

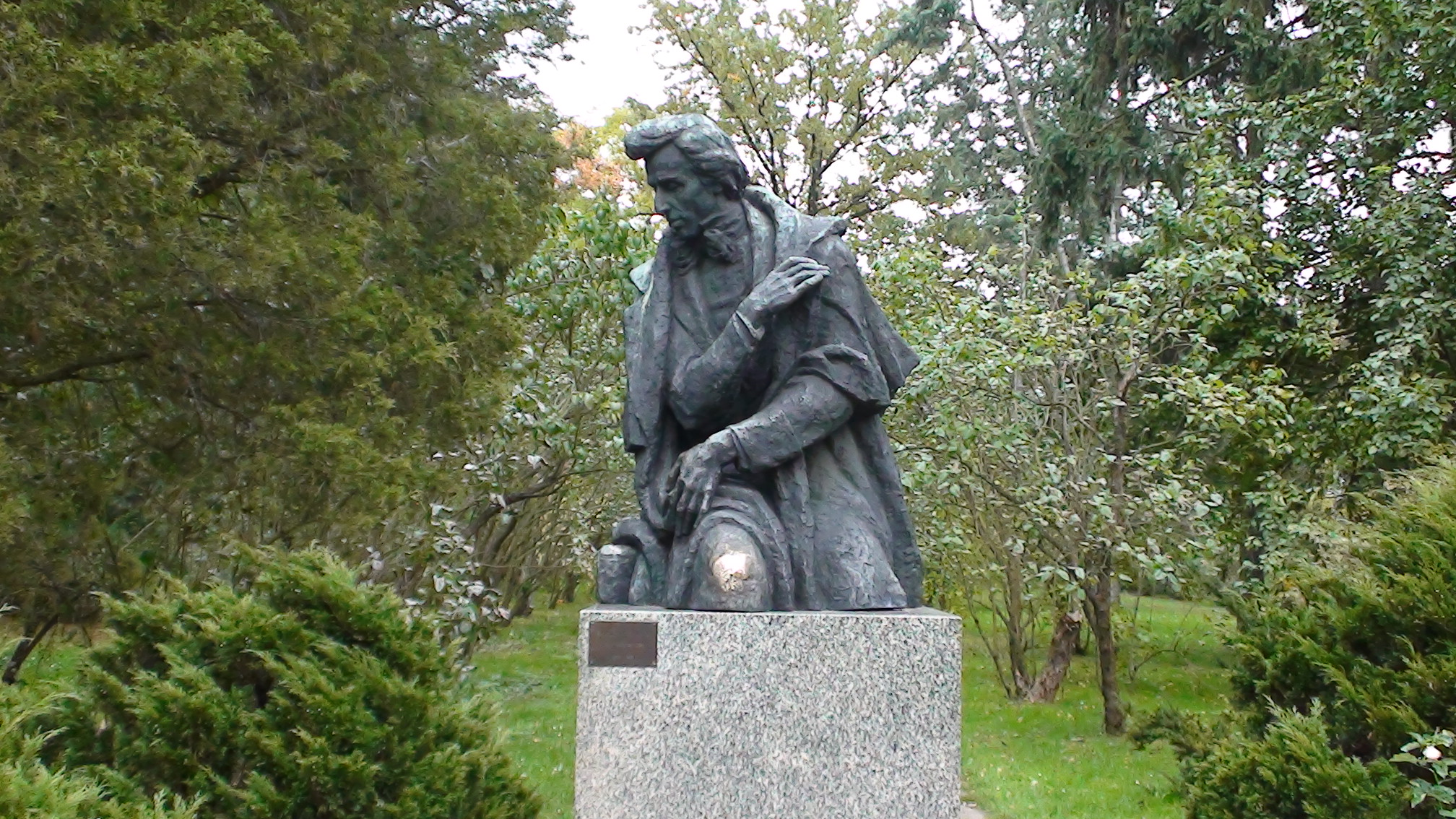
Monumento a Chopin en Żelazowa Wola (autor: J. Gosławski).

En 1831, Chopin escribió que la motivación de componer era su «tal vez audaz, pero noble deseo de crear un nuevo mundo para mí mismo». Su música confirma sus intenciones: a veces poética, otras orgullosa, siempre elegante y a menudo plena de heroísmo, en verdad constituye un mundo en sí misma y no se parece a la obra de ningún otro compositor. Robert Schumann la definió como «cañones sepultados entre flores». Precisamente Schumann fue un fiel seguidor y un audaz crítico del compositor polaco, teniendo el acierto de descubrirle en un famoso artículo (publicado el 7 de diciembre en la revista Algemeine Musikalische Zeitung) que incluye la famosa cita «¡Quítense el sombrero, señores, he aquí un genio!».
A menudo, las obras surgían en la mente (y en los dedos) del maestro con rapidez; sin embargo, a posteriori solía emplear mucho tiempo en la transcripción y redacción definitiva de estas.

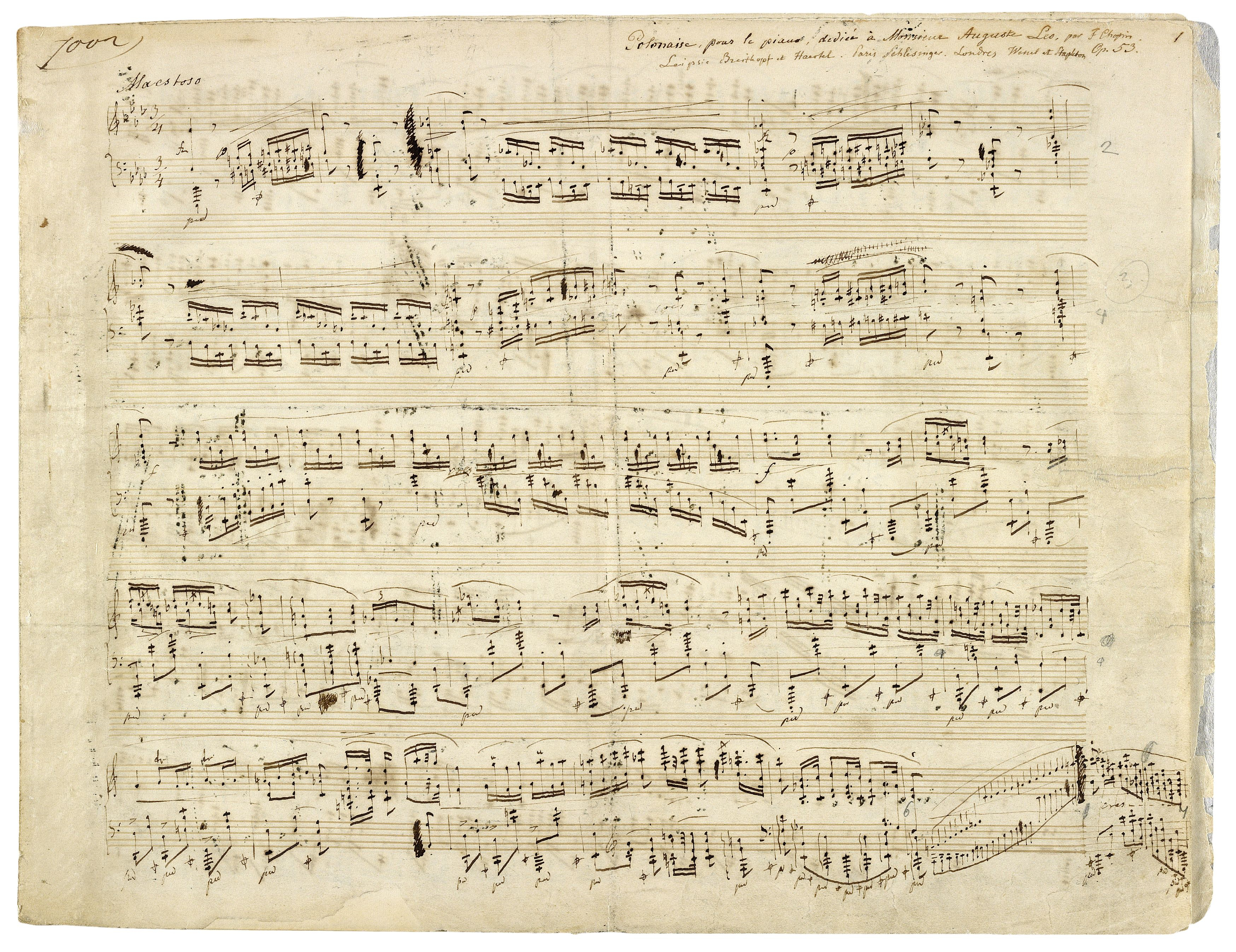
Página autógrafa de la Polonesa heroica en la bemol Op. 53.

Una parte muy representativa de sus obras, como sus Polonesas (incluido el Andante spianato y Gran Polonesa Brillante Op. 22; la Polonesa en La bemol Op. 53 y la Polonesa-Fantasía Op. 61), así como las Mazurcas (como por ejemplo, las Op. 24), son el resultado de una innovadora fusión entre el folclore polaco, la influencia de melodías militares, patrióticas o nacionalistas, el bel canto y la música de la propia corriente romántica.
El lenguaje armónico de Chopin es absolutamente original, pleno de complejas armonías cromáticas; también emplea recursos más «exóticos», como los bordones de quinta de las danzas folclóricas y las escalas modales tradicionales de su país. Las cincuenta y cinco Mazurcas que compuso representan un microcosmos musical en sí mismas: son un muestrario completo de su estilo único, y la forma en que las trata, repitiendo una misma danza en diferentes formas. Sus Estudios y Preludios están fuertemente influidos por el afán de variedad y la maestría técnica de El clave bien temperado de Johann Sebastian Bach.

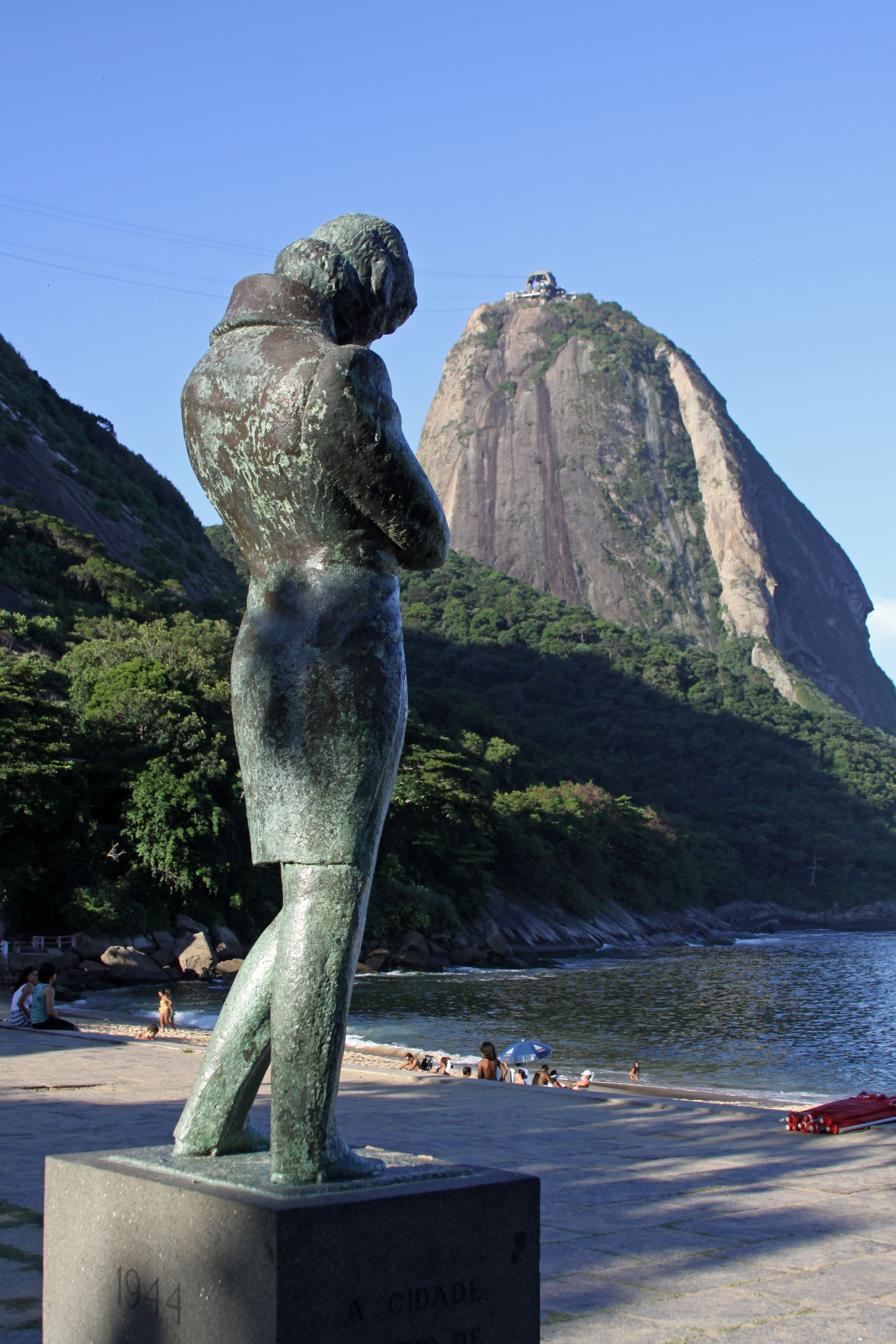
Estatua de Chopin en Río de Janeiro

Otras formas importantes en su obra son los Scherzi (Op. 20, 31, 39 y 54), los Estudios (Op. 10, Op. 25 y Trois nouvelles études) y los Nocturnos (Op. 9, Op. 32, Op. 62...). Estos últimos influidos por las composiciones homónimas del compositor irlandés John Field, y en ellos Chopin exhibe abiertamente su gusto por el bel canto. En el caso de los Estudios, podría decirse que es la obra con intención didáctica más importante desde El clave bien temperado de Bach,[cita requerida] en el sentido de que aúna el trabajo técnico más puro con un gran cuidado en la construcción y el contenido musical. Los Scherzi de Chopin son las primeras obras independientes en llevar ese título, exceptuando el caso de una Bagatela de Beethoven (op. 33 n.º 2), y los Dos Scherzi D. 593 de Schubert. A pesar de compartir esquema formal con los scherzi clásicos, y también el compás de 3/4, Chopin crea cuatro obras extensas, con contrastes muy dramáticos.
Siendo uno de los más destacados pianistas de la historia, quizás el más técnico y el más refinado,[cita requerida] las enseñanzas que dejará para los compositores posteriores entroncan en la tradición mozartiana más pura: «a tempo con la mano izquierda y libre con la derecha» (lo que se conoce como rubato melódico). La ornamentación es elaboradísima y virtuosa, pero nunca se evidencia por sí misma (evitando el alarde técnico), sino que debe buscarse imbricada en el tratamiento poético que otorga a cada pieza.
La obra de Chopin se encuentra entre las más originales e influyentes de la historia de la música, y por este motivo se le compara con frecuencia con Johann Sebastian Bach y Wolfgang Amadeus Mozart. Chopin abandonó definitivamente el estilo dieciochesco para ingresar de lleno en un «nuevo mundo» (aquel que quería para sí) de composición cuasiverbal, una especie de lenguaje sonoro que emana directamente de la técnica de su instrumento y se desarrolla en sonoridad para conducir al piano moderno del {{siglo|XX||s. Chopin descubrió el verdadero potencial del piano para construir un mundo poético de melodía y color. Este avance impuso las bases de toda la composición pianística posterior. Para superarlo hubo que esperar a Bartók, Debussy, Ravel y Prokófiev, entre otros.
La estética chopiniana, pues, se conformó mezclando la proporción clásica de Bach y el amor al bel canto operístico de Mozart y Bellini, combinados también con la herencia musical polaca. Gracias a esta última, el emigrado se convirtió, además, en el primer compositor nacionalista de su país.

### Instrumentos
Cuando vivía en Varsovia, Chopin compuso y tocó el piano de Buchholtz. Más tarde, mientras vivía en París, Chopin compró un instrumento de Pleyel. Calificó los pianos de Pleyel como «non plus ultra» (¡nada más que eso!). Liszt se hizo amigo de Chopin en París y describía el sonido del piano Pleyel de Chopin como «el matrimonio del cristal y el agua». En la casa de Chopin en Londres tenía tres pianos, que menciona en sus cartas: «Tengo un gran salón con tres pianos, un Pleyel, un Broadwood y un Erard».
En 2018, una copia del piano Buchholtz de Chopin, hecha por Paul McNulty, fue escuchada por primera vez en público en el Teatr Wielki - Ópera Nacional Polaca y fue utilizada por el Instituto Chopin de Varsovia para su Primer Concurso Internacional Chopin de Instrumentos de Época.

## En la cultura popular
En todo el mundo existen multitud de festivales, asociaciones musicales, escuelas, institutos, así como calles y avenidas que llevan el nombre de Frédéric Chopin. Uno de los más destacados es el Concurso Internacional de Piano Frédéric Chopin, que se celebra en Varsovia cada cinco años en memoria del compositor polaco.
El aeropuerto internacional de Varsovia se llama Frédéric Chopin. 
El asteroide descubierto en 1986 por el astrónomo Eric Walter Elst ha sido bautizado como (3784) Chopin. Otros varios objetos del sistema solar han recibido su nombre en homenaje al polaco, incluyendo un cráter en el planeta Mercurio.[cita requerida]
El grupo de rock alternativo Muse ha incluido en la canción «United States of Eurasia», de su disco The Resistance, un fragmento de su obra Nocturno en mi bemol mayor Op. 9 n.º 2. Además, Matthew Bellamy, cantante y pianista del grupo, dice haber sido fuertemente influido en su trabajo y composición por Chopin. El dúo puertorriqueño de música salsa Richie Ray & Bobby Cruz incluyó el Estudio Op. 10, n.º 12 en su tema «Sonido bestial» de 1971. El grupo de rock alternativo argentino ¿Qué pasó con Marta Ramos? Habla en su tema «Chopin» de un encuentro ficticio entre el compositor polaco y una viajera en el tiempo.
Eternal Sonata, juego desarrollado por Tri-Crescendo y publicado por Namco Bandai Games en 2007, narra la historia de Chopin en su lecho de muerte y durante su último sueño. En otro juego publicado por Namco Bandai Games y desarrollado por Namco Tales Studio, Tales of Vesperia, el skin de Chopin es un traje alternativo para el personaje Flynn Scifo.
La serie de anime de 2018, Forest of Piano emitida en Netflix, hace grandes referencias a la música de Chopin como un referente de los grandes virtuosos pianistas en una épica historia, en la que los personajes, sus vidas y su música cambiarán para siempre con la magia de este gran compositor.

### Chopin en el cine y televisión
Se han utilizado las obras de Chopin como parte de la banda sonora original en más de 1100 películas y series de televisión. Además, varias películas y cortometrajes se han ambientado en la vida del compositor polaco. 
| Nombre | Año  | Director                                    | Frédéric Chopin        | George Sand                               | Notas                                                              |
| --- | ---- | ------------------------------------------- | ---------------------- | ----------------------------------------- | ------------------------------------------------------------------ |
| Noktyurn Chopyena (o Noktyúrn Shopena, Un Nocturno de Chopin)                                                               | 1913 | Yákov Protazánov                            | Vasili Tijomírov (ru)  | Yekaterina Geltzer                        | Película muda                                                      |
| Nocturno der Liebe (Nocturno de amor)                                                                                       | 1919 | Carl Boese                                  | Conrad Veidt           | Erna Denera                               | Película                                                           |
| Die Lachende Grille | 1926 | Frederic Zelnik                             | Alfred Abel            | Dagny Servaes                             | Película                                                           |
| Nocturno de Chopin | 1933 | Ramón Martínez de la Riva                   | Joaquín Bergia         | Herna Rosi                                | Película, nunca estrenada.                                         |
| Abschiedswalzer | 1934 | Géza von Bolváry                            | Wolfgang Liebeneiner   | Sybille Schmitz                           | Película                                                           |
| La Chanson de l'adieu | 1934 | Albert Valentin y Géza von Bolváry          | Jean Servais           | Lucienne Le Marchand                      | Película, versión alterna de la anterior                           |
| Preußische Liebesgeschichte                                                                                                 | 1938 | Paul Martin                                 | Klaus Detlef Sierck    | ?                                         | Película                                                           |
| The life of Chopin (La vida de Chopin)                                                                                      | 1938 | James A. FitzPatrick                        | Frank Henderson        | Julie Suedo                               | Corto                                                              |
| Pontcarral, colonel d'empire                                                                                                | 1942 | Jean Delannoy                               | Jean Chaduc            | Alberte Bayol                             | Película                                                           |
| Szerelmes szívek | 1944 | István Balogh, Dezsö Ákos Hamza, etc.       | Gyula Benkö            | ?                                         | Película                                                           |
| Canción inolvidable | 1945 | Charles Vidor                               | Cornel Wilde           | Merle Oberon                              | Película, una de las más conocidas                                 |
| Musical Moments from Chopin                                                                                                 | 1946 | Dick Lundy                                  | ?                      | ?                                         | Corto animado en que Andy Panda y el Pájaro Loco tocan al piano.   |
| Bohemian rapture | 1948 | Václav Krska                                | Václav Voska           | ?                                         | Película                                                           |
| La Rebelión de los fantasmas                                                                                                | 1949 | Adolfo Fernández Bustamante                 | Francisco Valera       | ?                                         | Comedia de horror disparatada en que aparecen fantasmas de famosos |
| Prelude | 1952 | Fielder Cook, David Greene, Albert McCleery | Alan Shayne            | Sarah Churchill                           | Episodio de "Hallmark Hall of Fame"                                |
| Mlodosc Chopina (El joven Chopin)                                                                                           | 1952 | Aleksander Ford                             | Czeslaw Wollejko       | Aleksandra Slaska (Konstancja Gladkowska) | Película                                                           |
| "George Sand" | 1958 | María Fernanda                              | Egídio Eccio           | María Fernanda                            | Serie de TV                                                        |
| Frédéric Chopin | 1961 | Philip Wrestler                             | Ferdy Mayne            | ?                                         | Película                                                           |
| Prelúdio, A Vida de Chopin (Preludio: la vida de Chopin)                                                                    | 1962 | Geraldo Vietri                              | Cláudio Marzo          | Laura Cardoso                             | TV                                                                 |
| Chopin | 1965 | Guy Pérol                                   | ?                      | ?                                         | Documental                                                         |
| Cantinflas - Chopin | 1972 | José Luis Moro                              | ?                      | ?                                         | Corto animado                                                      |
| George qui? | 1973 | Michèle Rosier                              | Pierre Kalinovski      | Anne Wiazemsky                            | Película                                                           |
| "Notorious Woman" | 1974 | José Luis Moro                              | George Chakiris        | Rosemary Harris                           | Miniserie sobre Sand                                               |
| Lisztomania | 1975 | Ken Russell                                 | Kenneth Colley         | Imogen Claire                             | Película                                                           |
| "Melodía bastante inmortal. Con la historia de Frédéric Chopin, no como fue sino como pudo haber sido"                      | 1977 | Roberto Gómez Bolaños                       | Roberto Gómez Bolaños  | Florinda Meza                             | Serie de TV                                                        |
| Ein Winter auf Mallorca | 1982 | Imo Moszkowicz                              | Krystian Martinek      | Eleonore Weisgerber                       | Serie de TV                                                        |
| Nocturnes | 1988 | François Aubry                              | Hugh Grant             | ?                                         | Corto animado                                                      |
| Impromptu | 1991 | James Lapine                                | Hugh Grant             | Judy Davis                                | Película                                                           |
| La Note Bleue (La Nota Azul)                                                                                                | 1991 | Andrzej Zulawski                            | Janusz Olejniczak      | Marie-France Pisier                       | Película, uno de los retratos más auténticos.                      |
| Chopin - Bilder einer Trennung                                                                                              | 1993 | Klaus Kirschner                             | Stephan Wolf-Schönburg | Nina Hoger                                | Película                                                           |
| The Strange Case of Delphina Potocka or The Mystery of Chopin (El extraño caso de Delphina Potocka o el Misterio de Chopin) | 1999 | Tony Palmer                                 | Paul Rhys              | ?                                         | Película                                                           |
| Chopin: Frédéric et George (Chopin: Frédéric y George)                                                                      | 2001 | Phil Comeau                                 | Darren Bonin           | Parise Mongrain                           | TV                                                                 |
| Chopin: Pragnienie milosci (Chopin: deseo de amor)                                                                          | 2002 | Jerzy Antczak                               | Piotr Adamczyk         | Danuta Stenka                             | Película                                                           |
| El bosque del piano (Piano no mori)                                                                                         | 2018 | Gaku Nakatani                               |                        |                                           | Serie de TV                                                        |